# Холокост
Холоко́ст (в узком смысле; от англ. The Holocaust, из др.-греч. ὁλοκαύστος — «всесожжение»), также Катастро́фа европе́йского евре́йства, Шоа (ивр. השׁוֹאָה‎ [Шоа́] «бедствие, катастрофа») — геноцид, результат политики нацистской Германии по планомерному уничтожению евреев; жертвами Холокоста стали около 6 миллионов евреев Европы.
С 1933 по 1945 год нацистский режим лишил гражданства, осуществил преследование, изгнание, принудительную концентрацию и в конечном итоге физическое уничтожение большей части еврейского населения Европы. Были и другие жертвы нацистского режима (жертвы Холокоста в широком смысле), которые считались врагами нацистского государства и обвинялись в том, что они являются носителями «девиантной» биологии, поведения или убеждений, однако евреи стали главными жертвами режима, преследуемыми за свою этническую принадлежность. В осуществлении Холокоста отмечаются идеологический фанатизм и бюрократическая дотошность.
Преднамеренная политика Холокоста остаётся опустошительным переломом в еврейской истории и в современном опыте преступлений против человечества и массового насилия.

## Этимология
Английское слово «holocaust» заимствовано из латинской Библии (где используется в латинизированной форме holocaustum, наряду с holocau(s)toma и holocaustosis), в которой оно, в свою очередь, происходит из греческих, также библейских форм ὁλόκαυ(σ)τος, ὁλόκαυ(σ)τον «сжигаемый целиком», «всесожжение, жертва всесожжения», ὁλοκαύτωμα «жертва всесожжения», ὁλοκαύτωσις «принесение жертвы всесожжения»; в русском языке употреблялось в формах «олокауст» и «олокаустум» («Геннадиевская Библия», 1499), в «Письмовнике» Курганова (XVIII век) употреблена форма голокость с толкованием «жертва, всесожжение».
Впервые это слово (в форме holocaustum) использовал английский хронист второй половины XII века Ричард из Девайзеса при описании еврейского погрома, начавшегося в Лондоне после коронации Ричарда Львиное Сердце в Вестминстере 3 сентября 1189 года.
В английской печати термин «holocaust» в близких к нынешнему значениях употребляется с 1910-х годов (первоначально по отношению к геноциду армян в Османской империи и еврейским погромам во время Гражданской войны в России), а в современном значении истребления евреев нацистами — с 1942 года. Широкое распространение получил в 1950-е годы благодаря книгам будущего лауреата Нобелевской премии мира писателя Эли Визеля. В советской прессе появился в начале 1980-х годов, первоначально в форме «холокауст», позже в нынешнем виде, подражающем английскому произношению.
В XXI веке термин «Холокост» использользуется в двух смыслах — узком и широком:
- В узком смысле (также Катастрофа европейского еврейства, Шоа, ивр. השׁוֹאָה‎ [Шоа́] «бедствие, катастрофа») — систематичное преследование и уничтожение европейских евреев нацистской Германией[3], её союзниками и коллаборационистами на протяжении 1933—1945 годов[8][9]. Наряду с геноцидом армян в Османской империи является одним из самых известных примеров геноцида в XX веке[10].
- В широком смысле (с 1990-х годов) — преследование и массовое уничтожение нацистами представителей различных этнических и социальных групп (евреев, цыган, гомосексуальных мужчин, масонов, безнадёжно больных и инвалидов, советских военнопленных, поляков и др.) в период нацистской диктатуры в Германии (см. Нацистский геноцид, Нацистская расовая политика и Фашистский государственный террор)[11][12][13].

В современном английском с прописной буквы (Holocaust) слово употребляется в значении истребления нацистами евреев, а со строчной (holocaust) — в других случаях. Кандидат филологических наук, ученый секретарь Института русского языка имени В. В. Виноградова РАН Анастасия Преображенская отметила, что согласно «Закону о государственном языке», российские СМИ при выборе правильного написания должны ориентироваться на «Русский орфографический словарь», составленный Брониславой Букчиной, Инной Сазоновой и Людмилой Чельцовой, где приведены два варианта слова «Холокост» (с большой и с маленькой буквы) и выбор по сути оставлен за пишущим. По словам Преображенской, практика употребления термина в русском языке до конца не устоялась, но в официальных документах слово пишется почти всегда с заглавной буквы. В 2023 году орфографическая комиссия Российской Академии наук поддержала идею написания слова «Холокост» с заглавной буквы и рекомендовала такое написание для словарей и ответов справочных служб.
Термины Катастрофа и Шоа́ могут использоваться как синонимы термина Холокост. На идише используется термин хурба́н (идиш חורבן‎ «разрушение») — специфически катастрофические события в истории еврейского народа, начиная с разрушения Первого и Второго Иерусалимских храмов.

## Причины

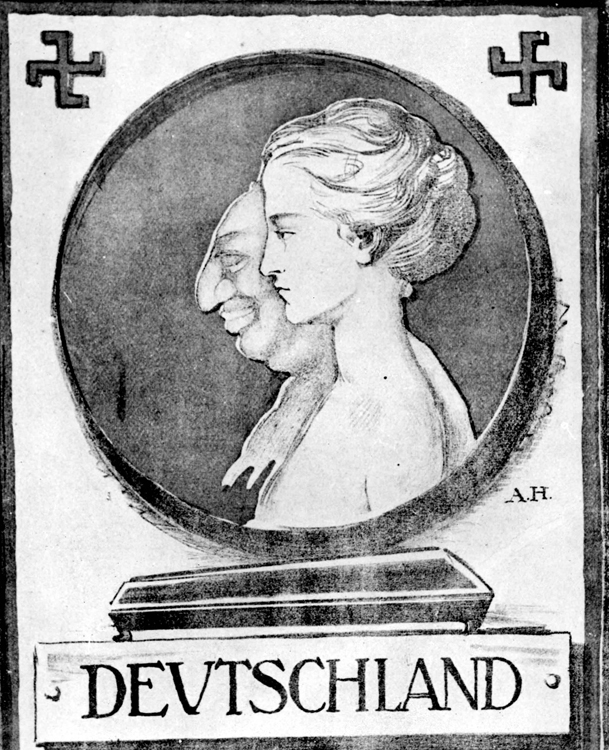
Стереотипные изображения еврея и «арийки». Германия, 1920

С конца XIX века в среде немецких и австрийских пангерманистов получили развитие идеи расового антисемитизма, в рамках которых евреи рассматривались в качестве прирождённых носителей неких биологически ущербных признаков, а потому любой еврей представлялся расистам опасным для существования нации. Немецкие национал-социалисты во главе с Адольфом Гитлером сделали расовый антисемитизм краеугольным камнем своей идеологии. Вопрос, как избавиться от евреев, захватил Гитлера ещё с юности. Его публично задекларированной целью стало «бесповоротное устранение всех евреев». Придя к власти, он начал воплощать свои идеи в жизнь.
30 января 1939 года Гитлер в своей речи в рейхстаге заявил, что если благодаря евреям будет развязана война, то она приведет к «уничтожению еврейской расы в Европе».
Роль антисемитизма в Холокосте остаётся постоянным источником споров среди учёных.

## Периодизация
Согласно показаниям Международному трибуналу высокопоставленного сотрудника СС Дитера Вислицени, преследование и уничтожение евреев разделялось на три этапа: «до 1940 года … — решить еврейский вопрос в Германии и занятых ею областях с помощью планового выселения». Вторая фаза началась со времени концентрации всех евреев в Польше и других занятых Германией восточных областях, и причём в форме гетто. Этот период продолжался приблизительно до начала 1942 года. Третьим периодом был период так называемого «окончательного решения еврейского вопроса», то есть планомерного уничтожения еврейского народа. Вислицени утверждал, что под термином «окончательное решение» понималось именно физическое уничтожение евреев, и он видел приказ об этом, подписанный Генрихом Гиммлером.
Краткая еврейская энциклопедия выделяет 4 этапа Холокоста:
- Январь 1933 — август 1939 года — с назначения Гитлера рейхсканцлером Германии и до нападения на Польшу.
- Сентябрь 1939 — июнь 1941 года — с включения западной Польши в состав рейха и создания Генерал-губернаторства до нападения на СССР.
- Июнь 1941 — осень 1943 года — с нападения на СССР и до полного уничтожения гетто на его территории, убийства большей части евреев Центральной и Восточной Европы.
- Зима 1943 — май 1945 года — с начала массовой депортации евреев Западной Европы в лагеря смерти и до конца войны.

## Положение евреев в Германии в 1933—1939 годах

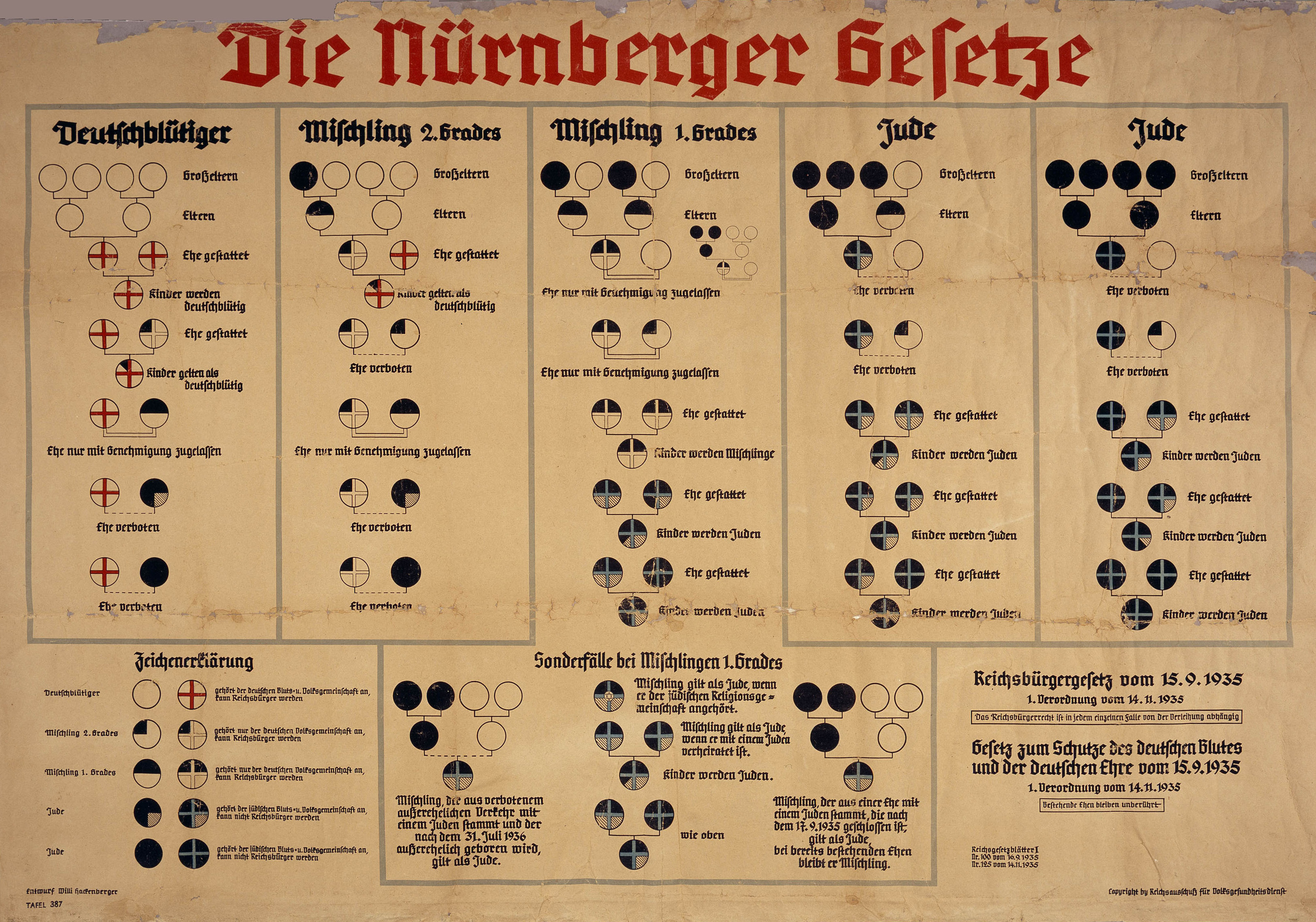
Диаграмма 1935 года, объясняющая Нюрнбергские расовые законы, определяющие принадлежность к «арийцам», евреям или мишлингам

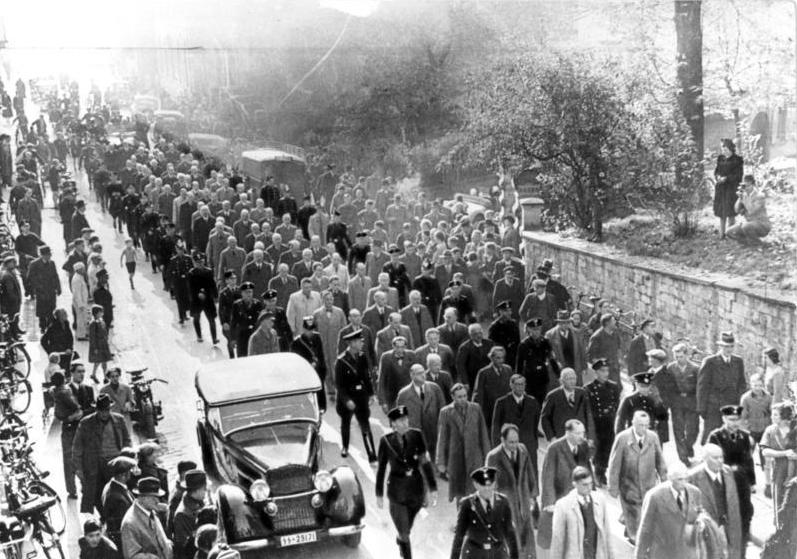
Арест евреев в Баден-Бадене в ноябре 1938 года. После антисемитского погрома 9—10 ноября 1938 года около 30 тысяч евреев были арестованы и депортированы в концентрационные лагеря

Начало преследованиям положил бойкот еврейских предприятий по всей Германии и последующая волна расовых законов, нацеленных на евреев, работавших в государственных учреждениях или в определённых профессиях. «Нюрнбергский закон» от 15 сентября 1935 года положил конец равноправию евреев в Германии и определял еврейство в расовых терминах.
В ночь с 9 на 10 ноября 1938 года антиеврейская истерия в Германии привела к массовым погромам, вошедшим в историю как «Хрустальная ночь» — из-за осколков стекла, которыми были усыпаны улицы немецких городов. Поводом для этих погромов стала смерть советника германского посольства во Франции Эрнста фом Рата, которого 7 ноября 1938 года в Париже застрелил 17-летний польский еврей Гершель Гриншпан.
Несмотря на явно дискриминационную политику по отношению к евреям, геноцид начался далеко не сразу после прихода нацистов к власти. Нацисты стремились выдавить евреев из страны, однако зачастую им было просто некуда ехать. Для евреев Европы, по известному высказыванию Хаима Вейцмана (впоследствии первого президента Израиля), мир разделился надвое: на места, где они не могли жить, и места, куда они не могли попасть. Практика запрета большинства западных стран на въезд еврейских беженцев отражала глобальный климат протекционизма с оттенком ксенофобии и откровенного антисемитизма. Международная конференция по беженцам в Эвиане (Франция) в июле 1938 года, созванная по инициативе президента США Франклина Рузвельта, закончилась полным провалом. Кроме Доминиканской республики, ни одна из 32 стран-участниц не дала ожидаемым беженцам из Германии и Австрии ни малейшего шанса. К тому же Великобритания ограничивала приток мигрантов в подконтрольную ей Палестину.
В 1933—1939 годах из Германии и Австрии бежали 330 тысяч евреев. Около 110 тысяч еврейских беженцев уехали из Германии и Австрии в соседние страны, но подверглись преследованиям во время войны.
В начале 1939 года Гитлер поручил уполномоченному по 4-летнему плану Герману Герингу подготовить меры по выселению евреев Германии. Начало Второй мировой войны не только увеличило их количество (после присоединения к Германии западной Польши), но и осложнило пути для легальной эмиграции.
В 1940 — начале 1941 года нацисты рассматривали несколько вариантов решения еврейского вопроса: предлагали Кремлю принять евреев рейха в СССР, разрабатывали план переселения всех евреев на остров Мадагаскар, а также «план Люблин», предполагавший создание еврейской резервации в Генерал-губернаторстве, то есть на оккупированной части Польши, которая не была включена в состав рейха.

## Положение евреев во время войны
В ходе Второй мировой войны нацисты захватили территории компактного проживания еврейского населения — Польшу, Прибалтику, Украину, Беларусь. Фактическим началом массового уничтожения евреев стало нападение на СССР. Холокост на территории СССР был подкреплён Указом о военном судопроизводстве, директивой об обращении с политическими комиссарами и принятой в её исполнение директивой начальника РСХА Гейдриха от 2 июля 1941 года:
«Подлежат экзекуции… евреи — члены партии и занятые на государственной службе, а также прочие радикальные элементы».
Только во второй половине 1941 года на оккупированных Германией территориях СССР айнзатцгруппами, подчинёнными РСХА, было убито около 1 млн евреев.
Исследователь Соломон Шварц, автор вышедшей в 1966 году в Нью-Йорке книги «Евреи в Советском Союзе с начала Второй мировой войны», доказывал, что в СССР ничего не было сделано для своевременной эвакуации и спасения евреев от нацистов.

### Изоляция евреев

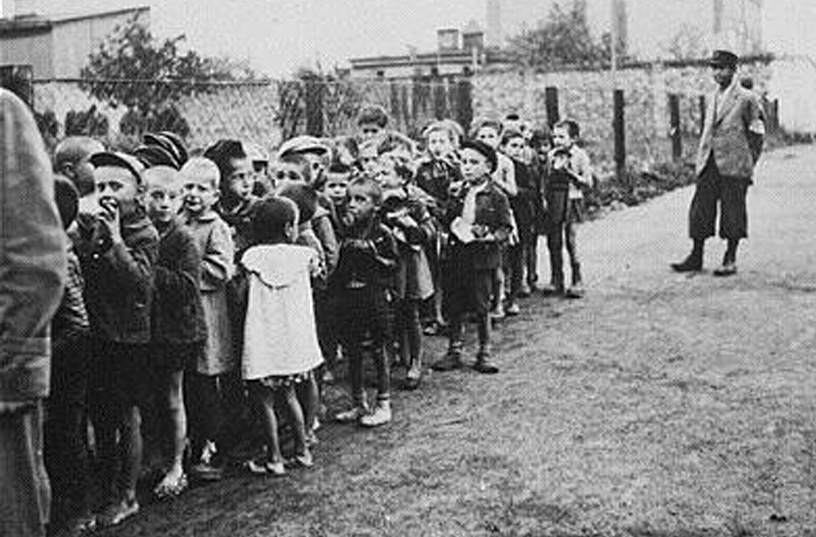
Депортация еврейских детей в лагерь смерти Хелмно, сентябрь 1942 года

Все евреи подлежали регистрации и должны были носить на одежде спереди и сзади особые отличительные знаки — так называемые «латы». Чаще всего они делались в виде шестиконечной звезды.
Основной инфраструктурой изоляции евреев были гетто, концентрационные лагеря и лагеря смерти.
Создавая места принудительного изолированного содержания евреев, нацисты преследовали следующие цели:
- Облегчение предстоящей ликвидации евреев.
- Предотвращение потенциального сопротивления.
- Получение бесплатной рабочей силы.
- Приобретение симпатий остального населения.

#### Гетто
В городах (иногда даже в деревнях) создавались еврейские гетто, куда сгонялось всё еврейское население города и ближайших населённых пунктов. Крупнейшее гетто было создано в Варшаве. В нём содержались до 480 тысяч евреев.
На оккупированной территории СССР крупнейшими гетто были гетто во Львове (409 тысяч человек, существовало с ноября 1941 по июнь 1943 года) и Минске (около 100 тысяч человек, ликвидировано 21 октября 1943 года).

### Массовые расстрелы

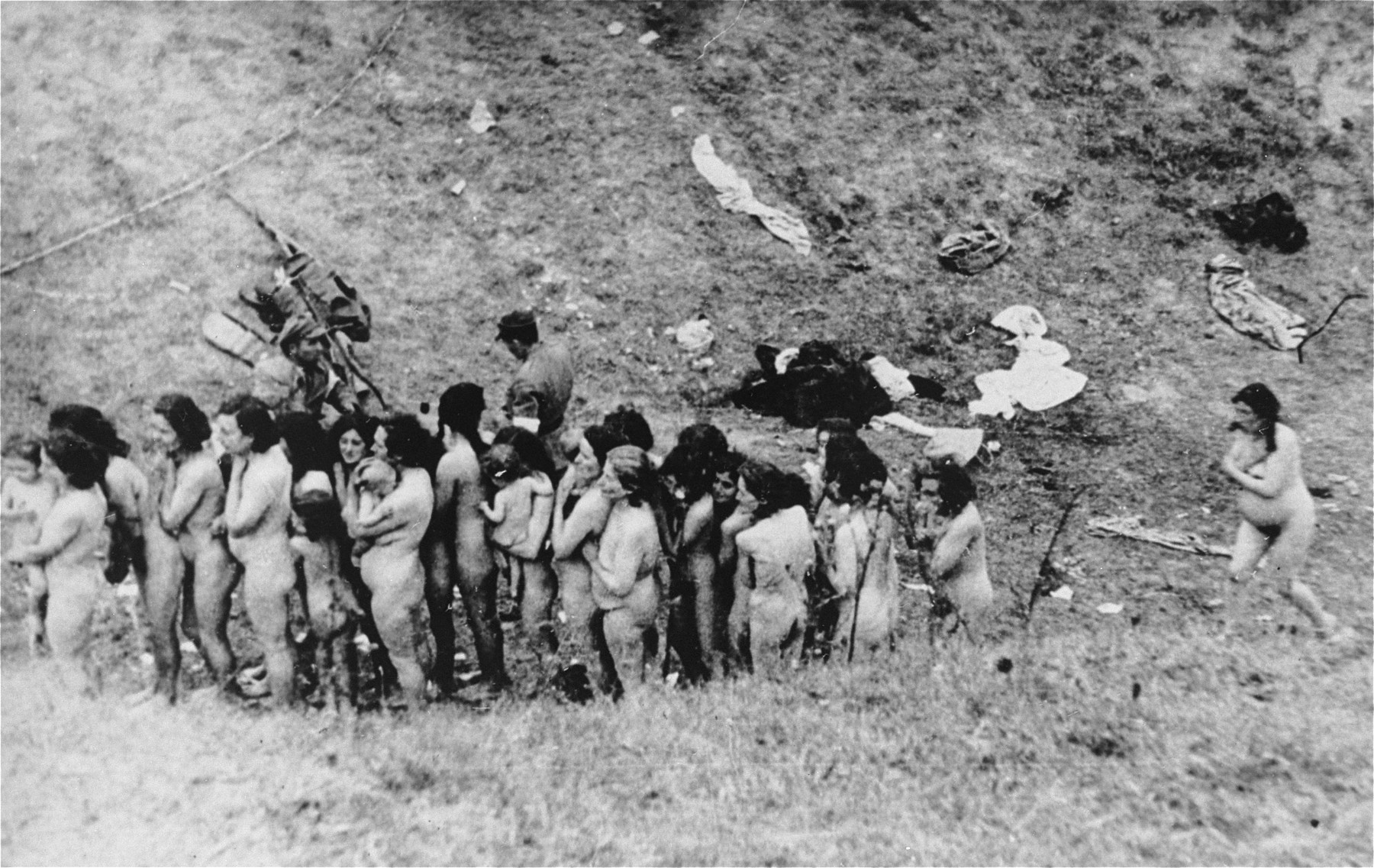
Еврейские женщины из гетто в Мизоче (Польша, ныне Украина), некоторые из которых держат на руках детей, ждут очереди на свою казнь, осуществляемую сотрудниками немецких Полиции безопасности (Зипо) и Службы безопасности (СД) при поддержке Украинской вспомогательной полиции

Еврейское население СССР уничтожалось, как правило, непосредственно в местах его проживания т. н. айнзатцгруппами (нем. Einsatzgruppen) СС, а также украинскими и прибалтийскими коллаборационистами. Уничтожением евреев в оккупированной Одесской области занимались румынские войска. По всей Прибалтике, Украине, Белоруссии, почти возле каждого небольшого города, возле многих деревень находятся т. н. «ямы» — естественные овраги, куда сгоняли и расстреливали мужчин, женщин, детей. Первое такое массовое убийство произошло 24 июня 1941 года: члены зондеркоманды «Тильзит», состоявшей из полицейских Восточной Пруссии, расстреляли около 100 евреев в литовском местечке Кретинга.
Уже в конце июля 1941 года в Каунасе были убиты немцами и их литовскими пособниками тысячи евреев; из 60 тысяч евреев Вильнюса около 45 тысяч погибли в ходе массовых расстрелов в оврагах около Понар, продолжавшихся до конца 1941 года. Волна убийств прокатилась по всей Литве (Молетай). К началу 1942 года остатки еврейских общин сохранялись лишь в Каунасе, Вильнюсе, Шауляе и Швенчёнисе. В Латвии в течение нескольких недель было уничтожено всё еврейское население провинциальных городов; сохранились лишь общины Даугавпилса, Риги и Лиепаи. Из 33 тысяч евреев Риги 27 тысяч были убиты в конце ноября — начале декабря 1941 года. Примерно тогда же были истреблены евреи Даугавпилса и Лиепаи. Значительной части немногочисленного еврейского населения Эстонии, полная немецкая оккупация которой произошла в сентябре 1941 года, удалось эвакуироваться вглубь Советского Союза. Примерно 1 тысяча евреев была сконцентрирована в лагере под Таллином, около 500 из них были убиты в том же месяце; остальные были истреблены постепенно. Всего в Эстонии погибло 963 еврея, в том числе 929 эстонских евреев.
В Белоруссии лишь немногим евреям удалось эвакуироваться вглубь страны. 27 июня 1941 года в Белостоке были убиты две тысячи евреев, а спустя несколько дней — ещё несколько тысяч. В течение пяти дней около 80 тысяч евреев Минска и его окрестностей были сконцентрированы в гетто (создано 20 июля 1941 года). До начала зимы свыше 50 тысяч человек были убиты. В первые месяцы оккупации было истреблено также большинство евреев Витебска, Гомеля, Бобруйска и Могилёва. 12 из 23 гетто, созданных в Белоруссии и на оккупированной территории РСФСР (главным образом в Смоленской области), были ликвидированы до конца 1941 года, а ещё шесть — в первые месяцы 1942 года.

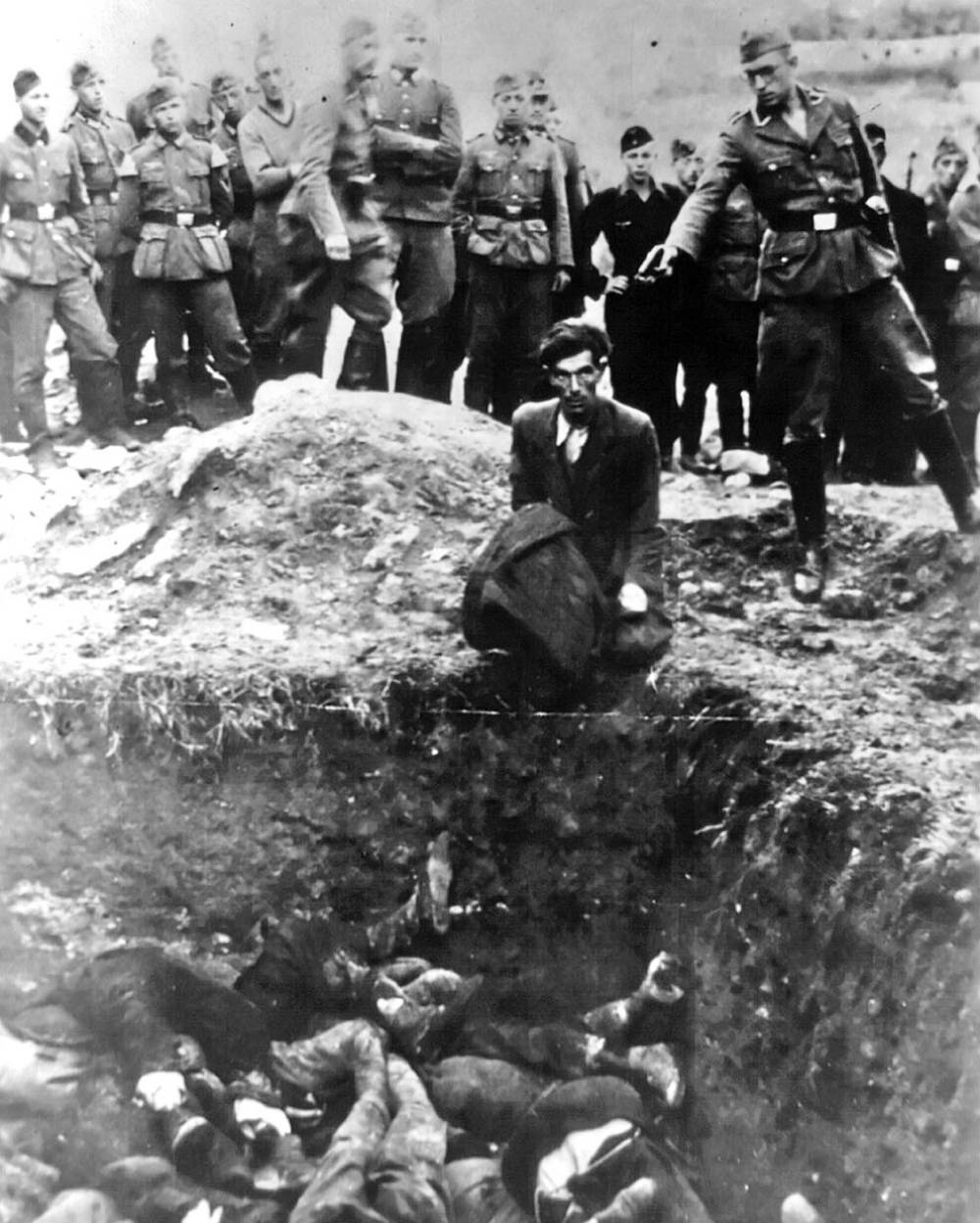
Последний еврей Винницы

На Западной Украине немцы и местное население устроили погромы уже в конце июня — начале июля 1941 года. Во Львове 30 июня — 3 июля были убиты 4 тысячи евреев, а 25—27 июля — около 2 тысяч. Спустя несколько дней после захвата немцами Луцка там были убиты до 2 тысяч евреев; из 27 тысяч евреев ровно 21 тысяча была убита в ноябре 1941 года.
Евреи центральной и восточной Украины, которым не удалось эвакуироваться до прихода немцев, попали в руки нацистов и разделили участь еврейского населения восточноевропейских областей (см., например, Бабий Яр, Дробицкий яр в Харькове). Наступление немецких войск на восток и оккупация ими обширных территорий СССР привели к тому, что под власть нацистов попала часть евреев, сумевших эвакуироваться из западных районов страны в начале военных действий. Их постигла общая участь еврейского населения оккупированных территорий (например, в 1942 году на Кубани). Многие общины Украины были уничтожены бесследно. Из 70 еврейских центров довоенной Украины, судьба которых известна, 43 были уничтожены ещё в 1941 года, а остальные — до середины 1942 года.
Пленных евреев-красноармейцев также убивали, иногда сразу же после взятия в плен.
После занятия немцами в конце октября 1941 года почти всего Крыма были убиты при активном содействии местного населения около 5 тысяч крымских евреев (крымчаки) и ещё около 18 тысяч еврейских жителей.

### «Окончательное решение еврейского вопроса»

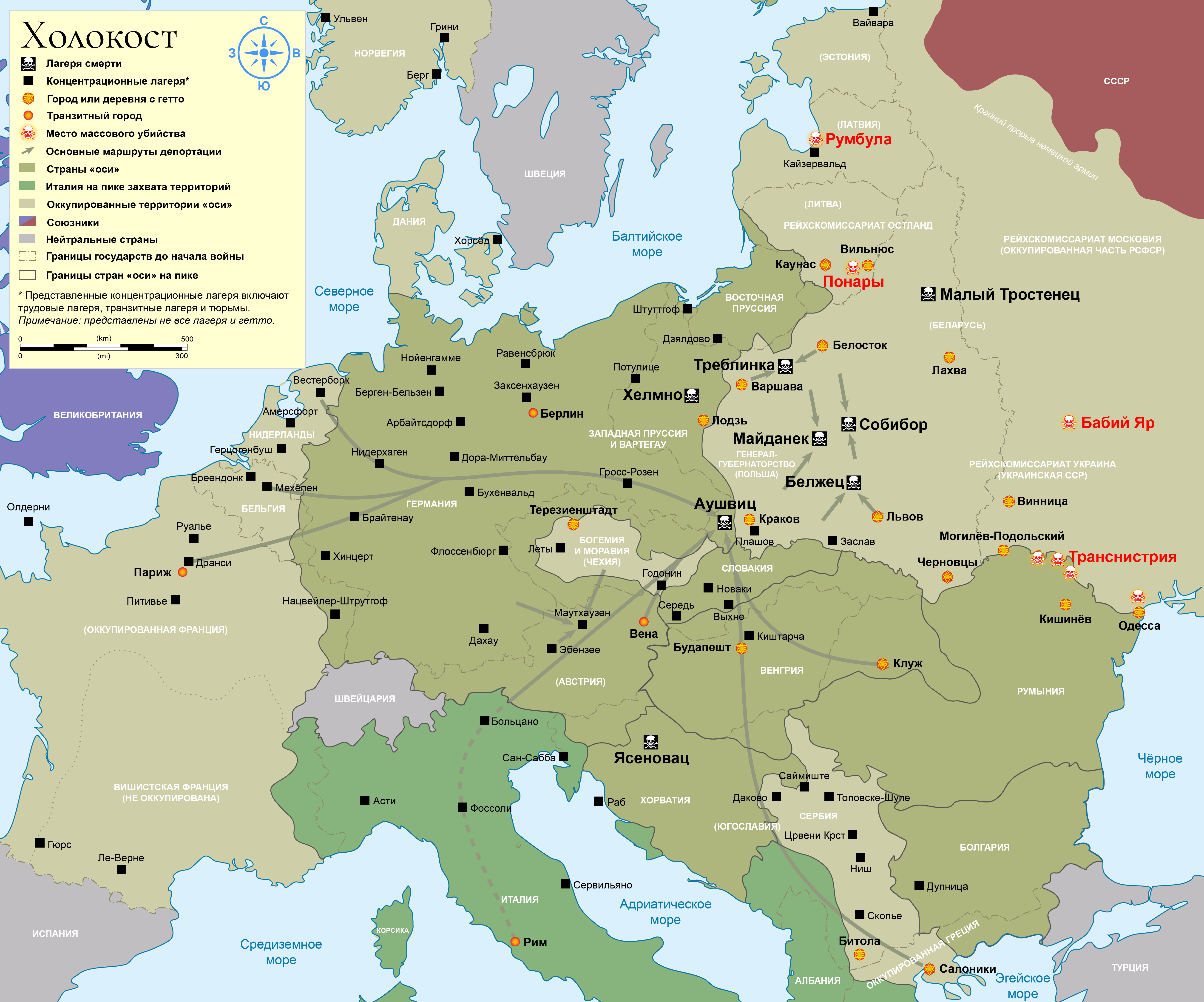
Крупнейшие гетто и депортации в концлагеря и лагеря смерти

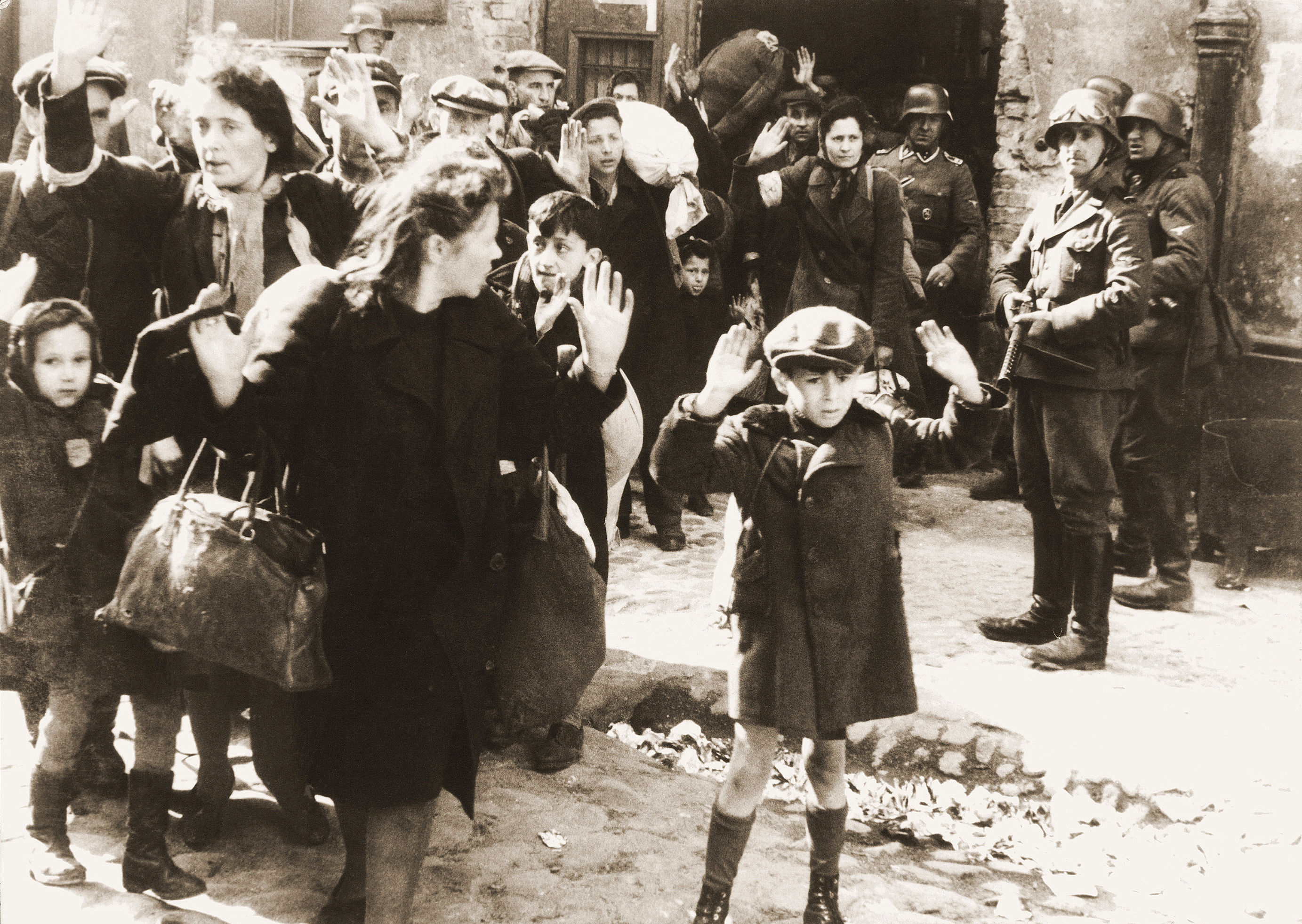
Фотография из рапорта Юргена Штропа, руководившего подавлением восстания в Варшавском гетто («мальчик из Варшавского гетто»). Оригинальная подпись гласила: «Силой извлечённые из убежища»

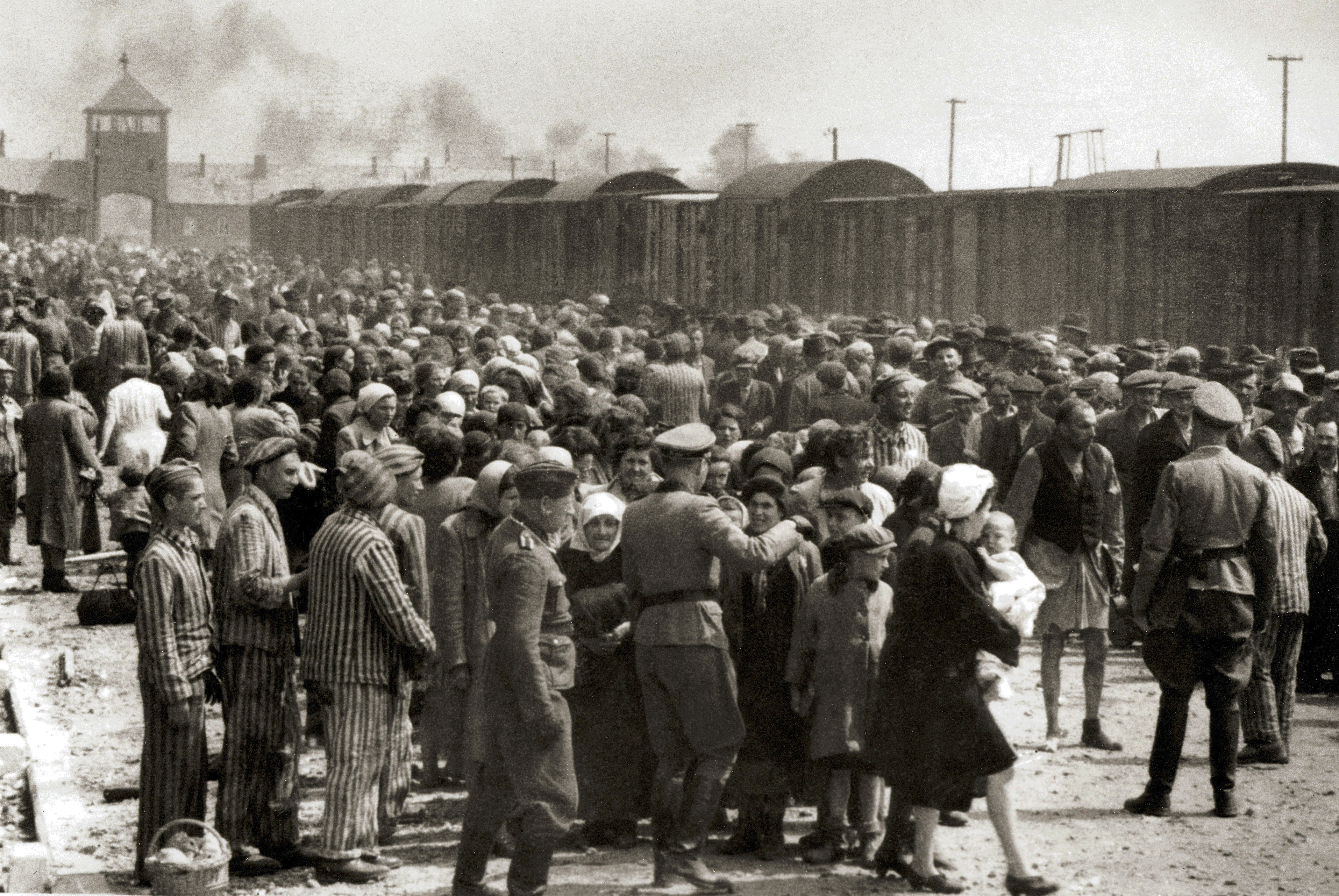
«Селекция» евреев из Венгрии в Освенциме, май 1944 года, снимок из фотоальбома, обнаруженного Лили Якоб в апреле 1945 года в казарме охраны после освобождения концлагеря Дора-Миттельбау

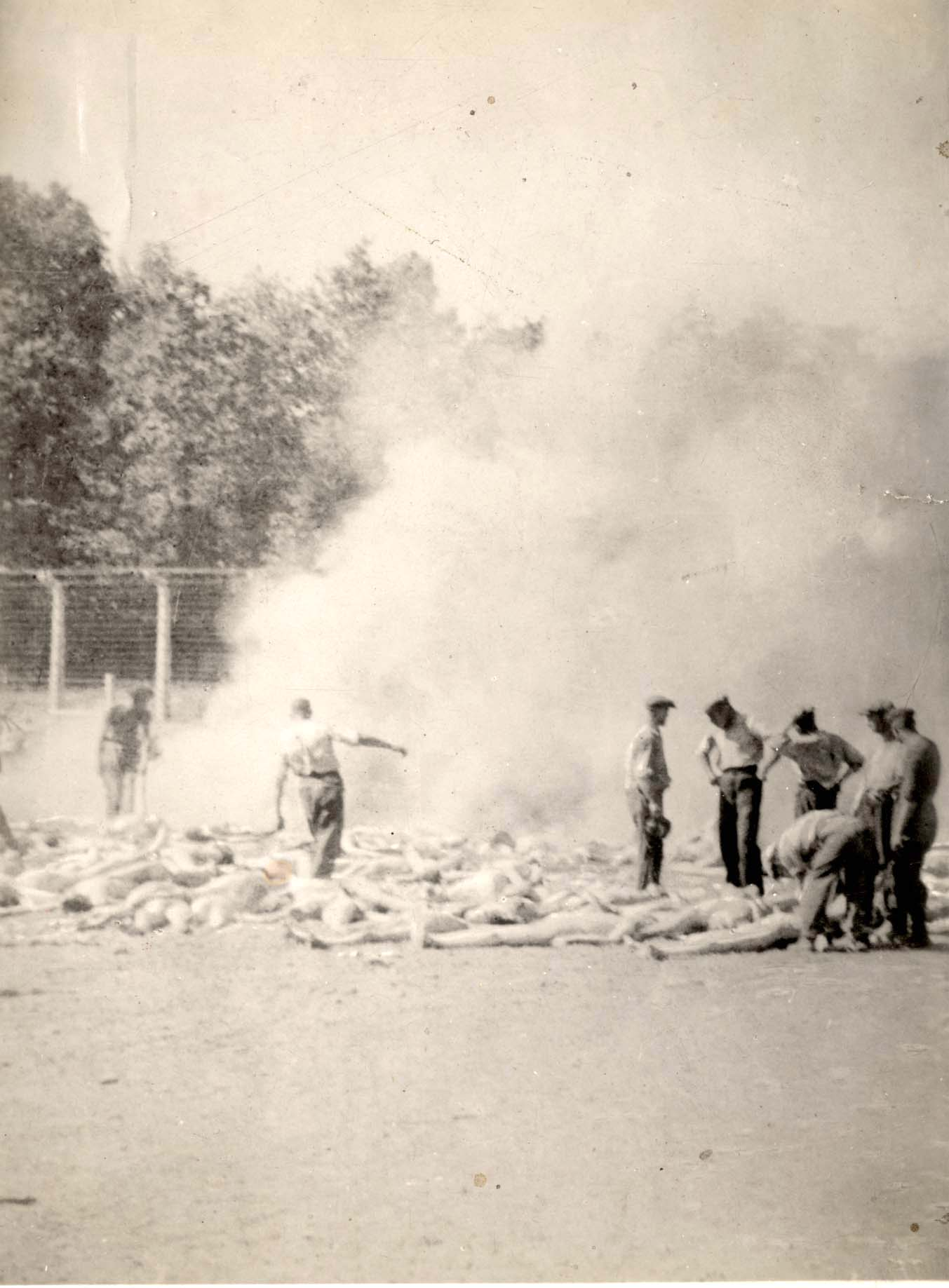
Члены зондеркоманды сжигают тела убитых газом заключённых. Освенцим, август 1944 года

31 июля 1941 года Герман Геринг поручил начальнику РСХА Рейнхарду Гейдриху провести все необходимые приготовления для реализации «комплексного решения еврейского вопроса в германской сфере влияния в Европе».
В середине октября 1941 года началась депортация евреев из Германии в гетто Польши, Прибалтики и Белоруссии.
В январе 1942 года на Ванзейской конференции была одобрена программа «окончательного решения еврейского вопроса». Это решение не афишировалось, и мало кто (в том числе и будущие жертвы) в то время мог поверить, что в XX веке такое возможно. Евреев Германии, Франции, Голландии, Бельгии посылали на восток, в лагеря и гетто Польши и Белоруссии, рассказывая им о временности такого переселения. В Польше создавались лагеря смерти, которые вообще не были рассчитаны на проживание большого количества людей — только на быстрое уничтожение новоприбывших. Места для строительства первых из них (Хелмно и Белжец) были выбраны ещё в октябре 1941 года. В начале декабря 1941 года лагерь смерти в Хелмно начал функционировать.
В июле 1942 года начались массовые депортации из гетто Варшавы (самого крупного из всех созданных) в лагерь смерти Треблинка. До 13 сентября 1942 года были депортированы или погибли в гетто 300 тысяч евреев Варшавы.
В гетто города Лодзь содержалось до 160 тысяч евреев. Это гетто было уничтожено постепенно: первая волна депортаций в Хелмно происходила между январём и маем 1942 года (55 тысяч евреев Лодзи и провинциальных городков Калишского района), затем ряд последующих депортаций в Хелмно и другие лагеря, а 1 сентября 1944 года оно было окончательно ликвидировано. Еврейское население Люблина было отправлено в лагерь уничтожения Белжец. В ходе акции 17 марта — 14 апреля 1942 года были отправлены на смерть 37 тысяч евреев, а четыре тысячи оставшихся были сконцентрированы в гетто Майдан-Татарский на окраине города. В марте 1942 года в Белжец были переведены евреи из всего Люблинского воеводства; начали прибывать также поезда с жертвами из Западной Украины. Из Львова в марте 1942 года в Белжец было отправлено около 15 тысяч евреев, а в августе — ещё 50 тысяч.
Из Кракова в июне и октябре 1942 года большинство евреев было отправлено в Белжец; в марте 1943 года около шести тысяч из остававшихся там евреев были переведены в рабочий лагерь в пригороде Кракова Плашов, а около трёх тысяч — в Освенцим. В сентябре 1942 года большинство евреев Радома, Кельце, Ченстоховы и других городов Восточной Польши было отправлено в Треблинку. Из 300 тысяч евреев Радомского района в конце 1942 года оставалось в живых лишь около 30 тысяч.
В 1942 году было уничтожено большинство евреев Восточной и Центральной Европы и значительная часть евреев Западной Европы. Успешное наступление Красной армии на ряде фронтов в 1943 году и изменение ситуации после Сталинградской битвы, а также поражения армии Роммеля под Эль-Аламейном повлекли за собой ускорение темпов расправы нацистов над евреями.
Быстрое продвижение советских войск на запад принудило эсэсовцев лихорадочно ликвидировать последние гетто и рабочие лагеря и заметать следы совершённых в них преступлений. Специальное подразделение (зондеркоммандо-1005) занималось сожжением трупов на месте массовых расстрелов.
Поспешно были ликвидированы почти все гетто и лагеря, ещё остававшиеся на территории Польши, Украины, Белоруссии, Латвии и Литвы (так, например, после подавления восстания в вильнюсском гетто последние несколько тысяч евреев были 23 сентября 1943 года отправлены в лагеря в Эстонии); началась массовая отправка еврейского населения из Италии, Норвегии, Франции, Бельгии, Словакии и Греции в Освенцим, продолжавшаяся до октября 1944 года. К уничтожению евреев Венгрии приступили уже после того, как советские войска завладели восточными областями этой страны.

### Преследование в Северной Африке
С 1940 по 1942 годы французская Северная Африка (Алжир и Тунис) находилась под контролем коллаборационистского правительства Виши. В Алжире и Тунисе евреев сразу же начали преследовать в точности так, как это происходило в оккупированной нацистами Европе — лишили гражданских прав и возможностей заработка, заставили прикрепить к одежде жёлтые звезды, создали юденраты, погнали на принудительные работы, загнали в концентрационные лагеря и гетто, наложили контрибуции, начали готовить к депортации в лагеря смерти. Хотя потери евреев Северной Африки несравнимы с потерями европейского еврейства (там погибло около пяти тысяч человек), однако их тоже считают жертвами Катастрофы.
После высадки англо-американских войск в Марокко и Алжире 9 ноября 1942 года немецкие войска оккупировали Тунис, и уже 9 ноября евреи Туниса были мобилизованы на работу и отправлены в рабочие лагеря. С них потребовали большие денежные контрибуции, приказали надеть жёлтые звезды Давида. Был создан юденрат. Зондеркоманда «Египет» приступила к уничтожению евреев. Около 2 тысяч тунисских евреев были убиты или отправлены в лагеря смерти.

### Конец войны
По мнению некоторых исследователей, программа истребления евреев в 1943—1945 годах (до капитуляции Германии в мае 1945 года) была выполнена на две трети. Нехватка рабочей силы и одновременно экономически бессмысленное убийство миллионов людей вызвали сомнения у нацистской верхушки в правильности подхода к «окончательному решению». В 1943 году Гиммлер отдал приказ об использовании труда уцелевших евреев для военных нужд. В определённый момент он даже предложил освободить часть евреев в обмен на политические уступки (включая и возможность переговоров о заключении сепаратного мира с Западом) или за колоссальный выкуп. На последнем этапе войны, когда неизбежность поражения Германии уже не вызывала сомнений, некоторые нацистские руководители пытались использовать евреев для установления связи с союзниками, в то время как другие (прежде всего Гитлер) продолжали требовать тотального уничтожения тех, кто ещё оставался в живых.

Здесь я буду говорить с вами совершенно откровенно об особенно трудной главе… Между собой мы будем говорить открыто, хотя никогда не сделаем этого публично… Я имею в виду изгнание евреев, уничтожение еврейского народа…
Лишь немногие из присутствующих знают, что это значит, когда лежит груда трупов, — сто, пятьсот, тысяча трупов… Выдержать всё это и сохранить порядочность, — вот что закалило наш характер. Это славная страница нашей истории, которая никогда не была написана и никогда не будет написана.

— из речи Генриха Гиммлера в Познани 4 октября 1943 года перед офицерами СС.

## Жертвы
По критериям Международного института по изучению истории Холокоста  при Мемориальном комплексе Яд ва-Шем, жертвами Холокоста считаются евреи, погибшие от рук нацистов и их пособников на оккупированных территориях во время Второй мировой войны (в акциях уничтожения во время депортации в лагеря и гетто, в гетто или лагерях, в убежищах, погибшие во время вооружённого сопротивления в гетто, лагерях и в партизанском движении), а также евреи, погибшие по дороге в эвакуацию — обстрелы, бомбежки и т. п. и неевреи, добровольно разделившие судьбу своих еврейских мужей и жен и погибшие с ними в перечисленных выше ситуациях. Евреи-фронтовики, служившие и погибшие в армиях союзников, в основном относятся к категории обычных солдатских потерь. Однако те десятки тысяч из них, которые попали в плен и были убиты в нацистских лагерях именно как евреи, считаются жертвами Холокоста. Кроме того, к жертвам относятся евреи из Венгрии, Словакии, Румынии и Болгарии, принудительно призванные в так называемые «трудовые батальоны», а также евреи, умершие до конца октября 1945 года вследствие перенесённых лишений.

### Статистика
По ранним послевоенным оценкам, для использования рабского труда, изоляции, наказания и уничтожения евреев и других групп населения, считавшихся «неполноценными», нацисты создали около 7 тысяч лагерей и гетто. В 2000-х годах исследователи Мемориального музея Холокоста в Вашингтоне оценили их количество уже в 20 тысяч. По более поздним данным того же музея, на территории Европы существовало более 42 500 подобных учреждений.
Традиционно жертвами Холокоста считаются 6 млн евреев Европы. Тем не менее полного поимённого списка жертв не существует. К концу войны нацисты уничтожали даже следы от лагерей смерти; сохранились свидетельства о вывозе либо уничтожении уже захороненных останков людей перед приходом советских войск. В Мемориальном комплексе истории Холокоста Яд ва-Шем в Иерусалиме хранятся персональные документы около 4,9 млн жертв, установленных поимённо. Неполнота данных объясняется тем, что зачастую еврейские общины уничтожались целиком, и не осталось родных, близких, друзей, которые могли бы сообщить имена погибших. Война разбросала людей, а выжившие отказывались сообщать о своих родных как об умерших, надеясь на встречу с ними. Огромное количество людей было уничтожено на оккупированной территории СССР, куда доступ зарубежным исследователям был закрыт и где говорили о погибших просто как о «советских гражданах», замалчивая их происхождение.
Основной источник статистических данных о Холокосте — сравнение предвоенных переписей населения с послевоенными переписями и оценками. По оценкам «Энциклопедии Холокоста», изданной Мемориальным комплексом Яд-Вашем, погибли до 3 млн польских евреев, 1,2 млн советских евреев (энциклопедия приводит раздельную статистику по СССР и странам Прибалтики и относит к советским евреям тех, кто жил в СССР до начала Второй мировой войны на 1 сентября 1939 года), из них 140 тысяч евреев Литвы и 70 тысяч евреев Латвии; 560 тысяч евреев Венгрии, 280 тысяч — Румынии, 140 тысяч — Германии, 100 тысяч — Голландии, 80 тысяч — Франции, 80 тысяч — Чехии, 70 тысяч — Словакии, 65 тысяч — Греции, 60 тысяч — Югославии. В Беларуси были убиты более 800 тысяч евреев. На Украине, по данным исследователей, погибло больше всего евреев бывшего СССР — примерно 1,5 млн человек. Попытка установить точное число жертв «окончательного решения» сопряжена с чрезвычайными трудностями как из-за отсутствия проверенных данных о масштабах Холокоста на ряде территорий (особенно Восточной Европы), так и по причине различного определения границ государств и понятия гражданства.
Даже при определении числа жертв Освенцима, где вёлся частичный учёт узников, называются разные цифры: 4 млн (Нюрнбергский процесс над главными военными преступниками, 1946); от 2 до 3 млн (по данным лагерных эсэсовцев П. Броада и Ф. Энтресса); 3,8 млн (чехословацкие учёные О. Краус и Э. Кулька); 1 млн (Р. Хильберг); 2 млн (Люси Давидович, М. Гилберт); 1,1—1,5 млн (Ф. Пипер, Польша); 1,4—1,5 млн (Г. Уэллерс, США, И. Бауэр, Израиль).
Тем более невозможно установить число жертв массовых казней, охватывавших, наряду с местным еврейским населением, множество жителей-неевреев. Меры секретности в ходе реализации «окончательного решения», недостаток статистических данных (например, о количестве евреев, погибших во время бегства с оккупированных территорий, или евреев-военнопленных, убитых по расовым мотивам), а также многолетнее замалчивание геноцида евреев в СССР усложняют уточнение его общих масштабов.
Сравнение численности евреев в странах Европы до и после войны, проведённое в 1949 году Всемирным еврейским конгрессом, привело к выводу, что число погибших в Катастрофе составляет 6 млн человек; это число закреплено в приговорах Нюрнбергского трибунала, процесса Эйхмана и признано большинством участников Международного совещания учёных по вопросам статистики Холокоста (Париж, 1987), где обсуждались цифры от 4,2 млн (по Г. Рейтлингеру) до 6 млн (по М. Маррусу и другим).
Лев Поляков приводит немецкие данные времён войны, на основании которых, с учётом демографических последствий расовой политики нацистов (падение рождаемости преследуемых евреев и уничтожение детей), он оценивает общие потери еврейского народа примерно в 8 млн. Немецкий учёный Р. Руммель в 1992 году опубликовал демографическое исследование, в котором оценил число погибших евреев от 4 млн 204 тысяч до 7 млн, считая наиболее вероятной число 5 млн 563 тысяч. По подсчёту Я. Робинзона, погибли около 5 млн 821 тысяч евреев.
Рауль Хильберг определяет число погибших в 5,1 млн человек («Уничтожение европейского еврейства», 1961). Эти подсчёты не принимают во внимание данные о смертности среди бывших узников лагерей в первое время после освобождения, хотя несомненно, что многие из них погибли вследствие перенесённых мук и болезней, приобретённых в лагерях. Иегуда Бауэр называет цифры 5,6—5,85 млн человек.
Уничтожение евреев в странах Европы по данным справочника «СС в действии»:
| Страна                                       | Еврейское население на сентябрь 1939 | Уничтожено нацистами | То же в % |
| -------------------------------------------- | ------------------------------------ | -------------------- | --------- |
| Польша                                       | 3 300 000                            | 2 800 000            | 85,00     |
| СССР (оккупированные районы)                 | 2 100 000                            | 1 500 000            | 71,40     |
| Румыния                                      | 850 000                              | 425 000              | 50,00     |
| Венгрия                                      | 404 000                              | 200 000              | 49,50     |
| Чехословакия                                 | 315 000                              | 260 000              | 82,54     |
| Франция                                      | 300 000                              | 90 000               | 30,00     |
| Германия                                     | 210 000                              | 170 000              | 80,95     |
| Литва                                        | 150 000                              | 135 000              | 90,00     |
| Нидерланды                                   | 150 000                              | 90 000               | 60,00     |
| Латвия                                       | 95 000                               | 85 000               | 89,47     |
| Бельгия                                      | 90 000                               | 40 000               | 44,44     |
| Греция                                       | 75 000                               | 60 000               | 80,00     |
| Югославия                                    | 75 000                               | 55 000               | 73,33     |
| Австрия                                      | 60 000                               | 40 000               | 66,67     |
| Италия                                       | 57 000                               | 15 000               | 26,32     |
| Болгария                                     | 50 000                               | 7000                 | 14,00     |
| Другие страны (Дания, Люксембург, Норвегия…) | 20 000                               | 6000                 | 30,00     |
| Итого                                        | 8 301 000                            | 5 978 000            | 72,00     |

Оценка разными историками численности жертв по странам:
| Страна       | Райтлингер            | Хильберг  | Гутман и Розетт       | Бенц            |
| ------------ | --------------------- | --------- | --------------------- | --------------- |
| Польша       | 2 350 000 — 2 600 000 | 3 000 000 | 2 900 000 — 3 000 000 | 2 700 000       |
| СССР         | 700 000—750 000       | 900 000   | 1 211 000 — 1 316 500 | 2 100 000       |
| Венгрия      | 180 000—200 000       | ~ 180 000 | 550 000—569 000       | 550 000         |
| Румыния      | 200 000—220 000       | 270 000   | 271 000—287 000       | 211 214         |
| Германия     | 160 000—180 000       | ~ 120 000 | 134 500—141 000       | 160 000         |
| Чехословакия | 233 000—243 000       | 260 000   | 146 150—149 150       | 143 000         |
| Нидерланды   | 104 000               | ~ 100 000 | 100 000               | 102 000         |
| Франция      | 60 000 — 65 000       | 75 000    | 77 320                | 76 134          |
| Австрия      | 60 000                | ~ 50 000  | 50 000                | 65 459          |
| Югославия    | 58 000                | 60 000    | 56 200 — 63 300       | 60 000 — 65 000 |
| Греция       | 57 200                | 60 000    | 60 000 — 67 000       | 59 185          |
| Бельгия      | 25 000 — 28 000       | 24 000    | 28 900                | 28 518          |
| Италия       | 8500 — 9500           | 10 000    | 7680                  | 6513            |
| Люксембург   | 3000                  | ~ 1000    | 1950                  | 1200            |
| Норвегия     | ~ 1000                | 762       | 762                   | 758             |
| Дания        | ~ 100                 | 60        | 60                    | 116             |
| Всего:       | 4 578 800             | 5 109 822 | 5 859 622             | 6 269 097       |

## Роль немецких союзников и коллаборационистов
Роль местного нееврейского населения оккупированных Германией территорий в процессе Холокоста была неоднозначной. Тысячи местных жителей служили в вспомогательной полиции, созданной оккупантами, и принимали участие в охране гетто, конвоировании евреев к месту убийств и в самих убийствах. Местная полиция осуществляла отправку евреев в лагеря смерти на территориях, контролируемых режимом Виши во Франции, в Словакии, в Венгрии. Охранниками в лагерях смерти в Польше были добровольцы из числа советских военнопленных и гражданского населения, которых готовили в лагере Травники.
Многие местные жители доносили оккупантам на скрывающихся евреев, присваивали себе имущество убитых евреев, вселялись в их жилища. Наконец, были случаи, когда местные жители сами расправлялись с евреями, без непосредственного участия оккупантов. Такое в массовом порядке происходило в Литве, в Латвии, в некоторых местах в Польше (например, в Едвабно).
В Венгрии, в Италии и в Румынии, которые были союзниками нацистской Германии, евреи преследовались, но не в таких масштабах как в Германии. В Хорватии усташи уничтожали евреев с такой же жестокостью, как и немецкие нацисты.

### Еврейский коллаборационизм
По инициативе немецких оккупационных властей в каждом гетто на оккупированных территориях создавались еврейские административные органы самоуправления — юденраты (нем. Judenrat) — «еврейские советы». Отдельный юденрат мог отвечать за определённое гетто, отдельную территорию, регион или даже за целую страну. В полномочия юденратов входило обеспечение хозяйственной жизни и порядка в гетто, сбор денежных средств, отбор кандидатов для работы в трудовых лагерях, а также исполнение распоряжений оккупационной власти. Юденраты активно сотрудничали с немецкими властями, стараясь завоевать авторитет и показать свою значимость для «дела Германии», и тем самым спасти как можно больше евреев. В частности, глава юденрата Лодзинского гетто Хаим Румковский произнёс перед жителями гетто агитационную речь, призывая отдать на смерть детей гетто, якобы ради того, чтобы этой ценой спасти всё гетто. Только массовые отправки евреев в лагеря смерти в 1942 году развеяли иллюзии членов юденратов (например, глава варшавского юденрата Адам Черняков покончил с собой).
Юденратам подчинялась еврейская полиция. Главой еврейской полиции обычно был один из членов юденрата. Комплектование еврейской полиции происходило при участии немцев и руководителей юденратов. Обычно еврейская полиция оружия не имела — членам полиции разрешалось носить только резиновые дубинки. Однако некоторые еврейские полицейские были вооружены. Иногда они принимали участие в расстрелах евреев. Еврейские полицейские Вильнюсского гетто сопровождали колонны евреев в Панеряй к месту массовых убийств.
Несмотря на то что еврейская полиция помогала нацистам в уничтожении других евреев, многие её члены в конечном итоге разделили судьбу других жертв Холокоста.

## Сопротивление и Праведники мира

### Сопротивление самих евреев

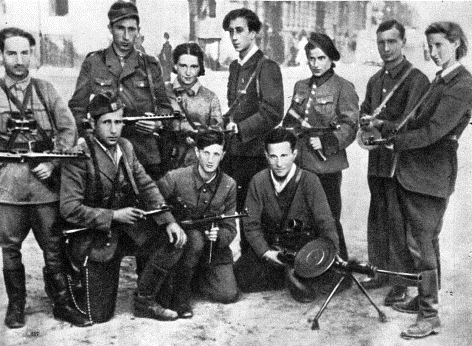
Подпольщики вильнюсского гетто. В центре поэт и командир подполья Абба Ковнер

Отсутствие чёткой информации о планах нацистов по тотальному уничтожению еврейского народа привело к тому, что в стремлении выжить обитатели гетто пытались выполнять требования оккупантов. Лишь после того как исход стал окончательно ясен, в лагерях и гетто начались восстания. Наиболее известны восстание в Варшавском гетто в январе 1943 года и восстание в лагере смерти «Собибор» — одно из немногих успешных восстаний в концлагерях за всю историю Второй мировой войны. Активным центром сопротивления было Минское гетто. Гетто в Белостоке (ныне Польша), в котором вначале содержались 50 тысяч евреев, было ликвидировано 16 августа 1943 года после пяти дней боёв с еврейским подпольем.
Судьба евреев на оккупированных территориях была предрешена. Как правило, лишённые поддержки местного населения, многие из них не имели шансов выжить за пределами гетто. Среди выживших в катастрофе — те немногие, кого с риском для жизни прятали местные жители; те, кто ушёл в партизанские отряды. В Белоруссии среди партизан воевали, по разным данным, от 8 до 30 тысяч евреев. Известен крупный еврейский партизанский отряд, созданный братьями Бельскими. Евреи воевали также в партизанских отрядах в Литве и на Северной Украине.

### Помощь евреям
В Польше было казнено свыше 2 тысяч человек, спасавших евреев или помогавших им. Польское правительство в изгнании создало специальное подпольное агентство «Жегота» (пол. Zegota) — Совет помощи евреям на оккупированной территории Польши (1942—1945), чтобы организовать спасение евреев. Во главе его стояла Зофия Козак.
В Нидерландах, Норвегии, Бельгии и Франции подпольные организации, участвовавшие в Сопротивлении, помогали евреям, главным образом в поиске убежища. В Дании простые датчане переправили на рыбацких лодках в Швецию 7 тысяч из 8 тысяч датских евреев; всё датское общество, включая и королевскую семью, открыто протестовали против расистских законов во время немецкой оккупации. Это привело к тому, что во время Второй мировой войны в Дании погибли лишь 60 евреев.
Сопротивление нацистам оказали болгары. Болгария, попавшая к этому времени в международную изоляцию, была вынуждена стать союзником Германии. Однако когда немцы потребовали выдать им болгарских евреев, поднялась вся общественность. Демократы, коммунисты, общественные деятели, члены парламента, священники православной церкви во главе с патриархом встали на защиту евреев—граждан Болгарии. Царь Борис III неоднократно саботировал соответствующие указания Германии. Евреи были высланы из столицы в провинцию, чтобы скрыть их от глаз немцев. В результате удалось спасти около 50 тысяч человек. Не удалось спасти 11 343 человека — евреев из присоединённых во время войны к Болгарии Македонии и греческой Фракии. В 1996 году в Израиле состоялось открытие «Болгарской памятной рощи», в которой установлены плиты в честь тех, кто способствовал спасению болгарских евреев.
Несмотря на жёсткую антисемитскую политику нацистов, в Германии периодически раздавались голоса протеста против преследования евреев. Крупнейшим спонтанным выступлением против антисемитской политики стала демонстрация на Розенштрассе в Берлине 27—28 февраля 1943 года этнических немцев — супругов и других родственников евреев, которым грозила отправка в лагеря. Во избежание скандала гауляйтер Берлина Геббельс распорядился освободить около 2 тысяч родственников демонстрантов и направить их на принудительные работы в Берлине. В итоге почти все они дожили до конца войны.
В отдельных случаях для помощи евреям свои возможности использовали высокопоставленные немцы. Из этих спасителей наиболее известен Оскар Шиндлер, предприниматель, спасший тысячи евреев из лагеря Плашов (пол. Plaszów), устроив их на свою фабрику.

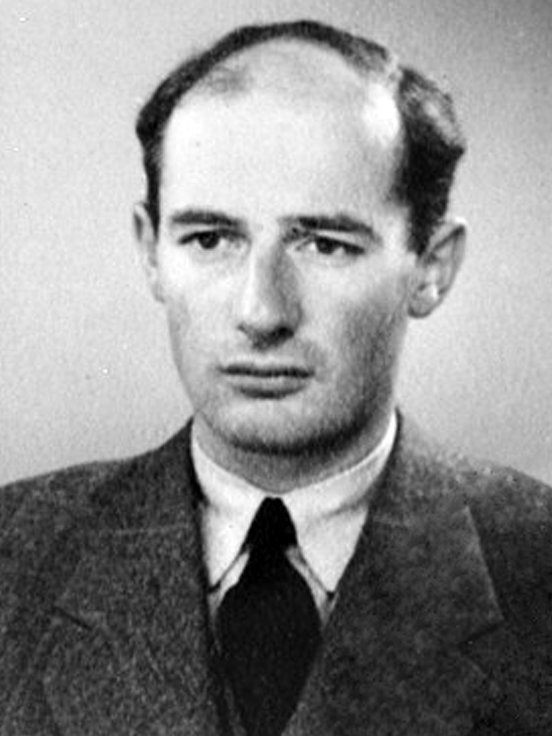
Самый известный праведник мира Рауль Валленберг

Международный институт по изучению истории Холокоста при Мемориальном комплексе Яд ва-Шем в Иерусалиме присваивает спасителям евреев почётное звание Праведника народов мира. Среди них — дипломаты и гражданские чиновники, такие как Аристидес Соуса Мендес (Aristides Sousa Mendes, Португалия), Семпо Сугихара (Sempo Sugihara, Япония) и Пауль Грунингер (Paul Gruninger, Швейцария), рисковавшие своей карьерой ради спасения евреев. Сотрудник иранского посольства в Париже Абдул-Хусейн Садри также спасал евреев в оккупированном нацистами Париже, выдав им около трёх тысяч иранских виз. Одним из самых известных Праведников мира был шведский дипломат Рауль Валленберг, который спас десятки тысяч венгерских евреев. Несмотря на свою дипломатическую неприкосновенность, после взятия Будапешта он был арестован советскими спецслужбами и пропал без вести. Лишь в 2006 году стало широко известно имя сальвадорского дипломата полковника Хосе Артуро Кастельяноса, выдавшего около 40 тысяч фальшивых документов о сальвадорском гражданстве европейским евреям (в основном из Венгрии), что позволило спасти более 25 тысяч человек.
По состоянию на 1 января 2022 года, по данным Международного института при Мемориальном комплексе Яд ва-Шем, установлены имена 28 217 спасителей, которым присвоено почётное звание Праведника мира. Больше всего Праведников мира приходится на долю Польши — 7280 человек. В Голландии их 6066, во Франции 4255 человек. Из бывших республик СССР наибольшее число Праведников мира приходится на Украину — 2707 человек.
На сайте Яд ва-Шем сказано: «Количество Праведников в той или иной стране не обязательно свидетельствует о фактическом количестве историй спасения, а лишь отображает случаи, о которых известно Яд Вашем».

## Возмездие
Чтобы массовое уничтожение евреев не осталось без возмездия, Абба Ковнер создал группу «Нокмим» в составе 50 человек. В 1946 году планировалось отравить водопроводы в Мюнхене, Нюрнберге, Гамбурге и Франкфурте, в результате чего в этих городах должно было погибнуть шесть миллионов немцев — это столько же людей, сколько было убито во время Холокоста. Известна видеозапись 1980-х годов, где Ковнер утверждает, что яд для отравления водопроводов был получен от биохимика Хаима Вейцмана, а химик Эфраим Кацир помогал изготовить этот яд. Однако официальными источниками участие Вейцмана и Кацира, впоследствии первого и четвёртого президента государства Израиль, в плане мести не подтверждается. План отравления водопроводов был сорван британской военной полицией, арестовавшей Ковнера при перевозке яда. Оставшиеся на свободе члены группы перешли к запасному плану — отравление немецких военнопленных, заключённых в тюрьме Нюрнберга и Дахау, мышьяком в хлебе. В результате этого теракта 2283 немецких военнопленных были отравлены и заболели, но достоверных данных о числе погибших нет: экспертная оценка — 300—400 человек.

## Последствия

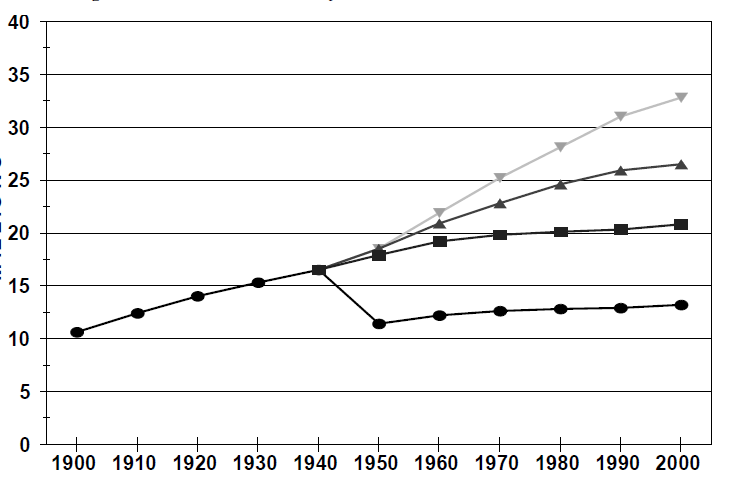
Еврейское население мира в млн чел., рассчитанное без учёта воздействия Холокоста. Три верхних графика — предположительные расчётные сценарии, нижний — реальный. Источник — Делла Пергола, Серджо

По мнению военного историка Ярона Пашера, многолетние систематические усилия по геноциду еврейского народа привели нацистов к гигантским затратам материально-технических и людских ресурсов за счёт армии, что привело их к военному провалу.
Из польских евреев выжило около 300 тысяч: 25 тысяч спаслись в Польше, 30 тысяч вернулись из лагерей принудительного труда, а остальные — это те, кто вернулся из СССР. Уничтожение еврейской жизни, разруха и взрыв антисемитизма, пик которого пришёлся на погром в Кельце в июле 1946 года, вынудили большинство польских евреев оставить страну (по большей части нелегально), отправившись в Центральную Европу. После 1946 года в Польше осталось только 50 тысяч евреев.
В результате нацистского геноцида пришла в упадок и угасла культура идиш, как образ жизни восточноевропейского еврейства и восприятия им окружающего мира. Вместе с тем эти события привели к подъёму национального самосознания евреев в разных странах. Это помогло мобилизовать выживших евреев и дало новое дыхание сионистскому движению, что вскоре привело к образованию Государства Израиль на их исторической родине в Палестине.
На 2024 год довоенная численность еврейского населения в мире ещё не достигнута.
По мнению ряда учёных, Холокост имеет и генетические последствия для европейского еврейства — исследование, проведённое группой под руководством Рашель Йехуды, доказало, что процессы эпигенетического наследования создают повышенный риск развития шизофрении и тревожного невроза у тех, кто является потомками ашкеназов, ставших свидетелями или испытавших на себе пытки или вынужденных бежать или скрываться во время Холокоста.

## Историография и спорные вопросы
Тема Холокоста вызывает дискуссии и споры по ряду вопросов. Основные из них — это причины явления, место и время, когда было принято решение о массовом уничтожении, уникальность явления и другие.
Ранние исследования нацистского режима подчёркивали его расистскую идеологию (например, историк Леон Поляков, «Урожай ненависти», 1954), роль Гитлера как главного архитектора режима массовых убийств и вспомогательную роль других высокопоставленных преступников. Этот подход сочетался с эвристическими исследованиями. Историк Ханна Арендт («Истоки тоталитаризма», 1958) сосредоточилась на европейском колониализме как почве для режимов XX века, включавших государственный контроль и тотальное господство над политикой, обществом, экономикой и культурой. Отрицание либеральных принципов и свобод, подчинение индивида государству, повышенная роль коллектива и харизматическое лидерство рассматривались как центральные черты тоталитаризма. В 1951 году Ханна Арендт вводит понятие «эффекта бумеранга», объясняя как имперские державы переносили разработанные практики принуждения из колоний в собственные метрополии. Годом ранее, в 1950 году, Эме Сезер выдвинул схожую концепцию — «обратный удар империализма». Как Арендт, он рассматривал в Холокост как применение колониального насилия к одному из народов Европы.
Историк Рауль Хильберг («Уничтожение европейских евреев», 1961) опубликовал авторитетный анализ бюрократических основ нацистского государства. Вдохновленный «Бегемотом» Франца Ноймана (1944), Хильберг использовал документы преступников с целью реконструировать процесс исключения, который повторялся в странах, находившихся под влиянием нацистской Германии, и включал идентификацию, экспроприацию, концентрацию и уничтожение евреев. Этот процесс уничтожения требовал, чтобы люди его реализовывали и управляли им. Это участие Хильберг назвал «машиной уничтожения». Его тезис о том, что преследование не может осуществляться без широкого участия государственной службы, транспорта и правовой системы, среди других ведомств, сформировало «нормативную» парадигму причинно-следственной связи Холокоста, которая распределяла ответственность между элементами немецкого общества, ниже и шире категории высокопоставленных преступников, представших перед Нюрнбергским трибуналом. Хильберг «демократизировал» объяснения Холокоста, он переместил фокус с индивидуальной деятельности и ответственности и дал виновникам анонимность и дистанцию от объектов их политики.
Парадигма Хильберга существует наряду с другими объяснениями, такими как тоталитаризм и антисемитизм, последнее из которых было радикально оспорено в исследованиях Холокосте с 1980-х годов в результате дебатов между интенционалистами и функционалистами. Интенционалисты, такие как историк Люси Давидович («Война против евреев», 1975) и Эберхард Еккель («Гитлер в истории», 1984), настаивают на том, что уничтожение евреев было предопределено Гитлером задолго до его прихода к власти в 1933 году и что антисемитизм, как он изложен в его трудах («Майн Кампф» 1925 года) и многочисленных речах, был основным поддерживающим агентом его идеологии и Weltanschauung (мировоззрения). Функционалисты, напротив, менее единодушны в своих объяснениях того, как нацисты пришли к Холокосту или какую роль в нём играл Гитлер. Однако обе стороны сходятся в отрицании антисемитизма как значимого мотивирующего фактора среди нацистских преступников разных профессий, возрастов, стран и политических ориентаций. Хотя функционалисты признают роль идеологической элиты вокруг Гитлера в организации геноцида, они подчёркивают, что принятие решений не было линейным или не имело центрального направления. Кроме того, согласно этой точке зрения, уничтожение евреев не может быть отделено от непредвиденных обстоятельств войны, общей политики переселения населения и территориальных приобретений и потерь. Для объяснения затянувшейся «эволюции» геноцида функционалисты используют метафору извилистой дороги. Они ссылаются на непоследовательность политики экспроприации и изгнания в предвоенный и ранний периоды войны, на существование евреев в гетто в течение неопределённого времени (особенно в Лодзинском гетто, которое просуществовало четыре года с 1940 по 1944 год), на большое разнообразие методов и мест убийства и на тот факт, что общеевропейское «окончательное решение» было принято только в период с июля по декабрь 1941 года.
Функционалисты также оспаривают тезис об антисемитизме. По их мнению, если Гитлер ревностно преследовал антисемитскую программу, то невозможно объяснить уничтожение цыган или инвалидов. Функционалисты утверждают, что разнообразие жертв нацизма отражает более широкую политическую атаку на группы, которые считались «низшими» и недостойными жизни. Их аргумент относится не только к довоенному преследованию гомосексуалов, чернокожих, инвалидов и Свидетелей Иеговы, но и к эволюции «окончательного решения» в политике этнических чисток, направленной против этнических немцев, поляков и евреев в период с 1939 по 1941 год. Историк Гёц Али, политолог и историк Сюзанна Хайм и другие исследователи утверждают, что бескомпромиссное физическое уничтожение евреев имеет причиной не столько антисемитскую идеологию, сколько амбициозные планы нацистских демографических экспертов, которые продвигали безжалостно утилитарную демографическую политику на «неосвоенной» территории Восточной Европы. Али («Окончательное решение еврейского вопроса», 1995) позже модифицировал свою модель «экономического окончательного решения», чтобы выдвинуть предположение, что именно провал планов по переселению привёл к геноциду. По мнению Симоны Джильотти, эта теория «модернизации» не может адекватно отразить реальность, если её распространить на совершенно разные акты Холокоста.
Обновленная парадигма Хильберга, социоструктурная или «универсалистская» интерпретация отражены в работе польского социолога Зигмунта Баумана «Современность и Холокост» (1989). Он писал, что нацисты переосмыслили многовековую ненависть к евреям как современную форму расовой «болезни», поразившей немецкое политическое тело и требовавшей срочного «искоренения». Бауман утверждал, что «истребительный антисемитизм» возник при нацистах как вариант традиционного христианского антииудаизма; он связал легитимность и практику этого антисемитизма с его современностью и эффективным управлением: «Расизм — это прежде всего политика, а затем идеология. Как и любая политика, он нуждается в организации, менеджерах и экспертах». Однако эта точка зрения не учитывает тот факт, что современность не обладает «монополией» на массовые убийства и что другие сравнительно современные европейские государства не совершали геноцидов, несмотря на существование в них не менее опасных «штаммов» антисемитизма.
Если Бауман предполагал успех «истребительного антисемитизма» на основе бюрократически управляемого расизма, то историк Дэниэл Голдхаген («Добровольные палачи Гитлера», 1996) «вернул» антисемитизм к его «примитивным» корням. По его мнению, определённая разновидность антисемитизма была скрыта в немецком обществе с XIX века, а при Гитлере реализовалась в коллективном национальном проекте, основанном на уничтожении евреев. Книга Голдхагена воспринималась как ответ на исследование «Обычные люди» историка Кристофера Браунинга (1992), основанное на послевоенных допросах личного состава 101-го резервного полицейского батальона и осуществлённых им убийствах в Йозефове под Варшавой. Браунинг пришёл к выводу, что эти люди участвовали в массовых убийствах не по причине ранее уже существовавшей идеологической приверженности нацизму, а скорее из-за их погружения в социальную культуру конформизма, карьеризма и оппортунизма. Используя те же документы, но отвергая тезис Браунинга, Голдхаген вернулся к множественности причин, что было характерно для ранней послевоенной историографии. Другие учёные подвергли его книгу резкой критике за настойчивое утверждение, что антисемитизм был единственной причиной, и за его ограничение «обычными немцами», предполагая, что Голдхаген отрицал наличие ненемецких преступников. Отмечалось, что другие сегменты немецкого общества также подверглись идеологической индоктринации, и немцы выбирали жертвами не только евреев. Историк Саул Фридлендер («Нацистская Германия и евреи», 1997) предложил дополнительную интерпретацию причинности — «искупительный» антисемитизм. Он утверждал, что Гитлером двигали «идеологические навязчивые идеи, которые были чем угодно, но только не расчётливыми приёмами демагога». Хотя «искупительный» антисемитизм восходит к элементам христианского антииудаизма и расового антисемитизма, он имеет существенные отличия. Фридлендер соединил религиозный идеал искупления через разрушение с нацистским страхом «расового вырождения» из-за смешения рас, связанным с опытом европейского колониального расизма.
Другой пункт спора между интенционалистами и функционалистами касается систем убеждений, морали и ценностей отдельных участников «окончательного решения», как принимавших бюрократические решения, так и непосредственных убийц, которые рассматривались как предположительно неидеологизированные. Разногласия касаются вопросов, в какой степени антисемитизм может быть выведен из бюрократического управления массовыми убийствами и таких аспектов, как пассивное согласие, соучастие и конформизм среди населения Германии; в какой степени такое поведение может считаться репрезентативвным для нормативного позиции в отношении преследования и массового уничтожения.
Как идеология и объяснительная модель, антисемитизм содержит несколько интерпретационных дилемм, которые становятся ещё более проблематичными при поиске связей Холокоста с христианской мыслью, основами антисемитизма в антропологическом и научном дискурсе XIX века и его проявлениями до начала Холокоста в 1939 году. Нет прямых подтверждений того, что причиной Холокоста стал только один тип или традиция антисемитизма. Причинами являются различные «штаммы» антисемитизма, что объясняет активное и добровольное участие большого количества людей или пассивность миллионов сторонних наблюдателей. Однако конкретная связь между антисемитизмом и Холокостом, несмотря на десятилетия исследований, по-прежнему остаётся предметом научных споров.

### Дискуссия о причинах
Особенно много вопросов возникает в связи с участием в этом процессе миллионов немецких граждан. Дэниэл Голдхаген в своей докторской диссертации на эту тему «Добровольные палачи Гитлера» утверждает, что главная причина Холокоста — антисемитизм, свойственный на тот момент немецкому массовому сознанию. Аналогичного мнения придерживается один из ведущих специалистов по Холокосту Иегуда Бауэр. Немецкий историк и журналист Гёц Али утверждает, что поддержку политики геноцида нацисты получили в результате того, что отнятое у жертв преследования имущество было присвоено рядовыми немцами. Немецкий психолог Эрих Фромм объяснял Холокост присущей всему биологическому роду человека злокачественной деструктивностью.
Барри Рубин и Вольфганг Шваниц отмечают роль Амина аль-Хусейни: муфтий Иерусалима был близким другом Гитлера, оказывал на него влияние и получил обещание не позволять евреям переселяться в Палестину (см. сионизм) — это, по мнению историков, и подтолкнуло фюрера в 1941 году к решению уничтожить европейское еврейство.
Философ Джорджо Агамбен указывает на юридические последствия Первой мировой войны, когда для закрепления национального суверенитета в правовых системах европейских стран вводились нормы о лишении прав человека и гражданина для различных этнических и социальных групп, пока в 1935 году Нюрнбергские законы не довели этот процесс до крайности, разделив немецких граждан на полноправных и второсортных, по отношению к которым любое действие не являлось преступлением. Исследование юридических процедур, полностью лишающих людей их прав, позволяет определить причины ужасов концентрационных лагерей.
Историк Пол Хейнбринк выделяет миф о «еврейском большевизме» как эффективный инструмент объединения правых политических сил в борьбе с левыми партиями за суверенитет государств, образовавшихся после распада Российской, Австро-Венгерской и Германской империи, особенно в Польше, Венгрии и Германии, где было большое число незначительно ассимилированных евреев. Германия превратила этот миф ещё и в инструмент внешней политики в период между мировыми войнами. Суть этого мифа — есть еврейские большевики, которые пересекают государственные границы, чтобы принести разрушительные идеи и уничтожить европейские народы изнутри.
Военные историки Жан Лопез и Лаша Отхмезури указывают на то, что уничтожение евреев было одной из военных задач операции «Барбаросса» как самой масштабной агрессии и в высшей степени идеологическом противостоянии: чтобы победить в столкновении Вермахта и Красной армии как двух крупнейших военных инструментов эпохи «было решено не только поступиться всеми законами войны, но и отдать бойцам ряд „преступных“ приказов о ликвидации политических комиссаров, диверсантов, евреев», так как для Германии речь шла о последней борьбе, которая была призвана покончить с «иудейско-большевистским» врагом, добиться обещанной победы над «колоссом на глиняных ногах».

### Уникальность
Специалисты обсуждают вопрос является ли Холокост уникальным явлением, или его можно сопоставить и сравнить с другими геноцидами в истории, например, с геноцидом армян в Османской империи или геноцидом тутси в Руанде.
На примеры геноцида, совершённого в прошлом колониальными державами с вполне демократическими правительствами, ещё в 1967 году указал Жан-Поль Сартр в ходе общественного трибунала Бертрана Рассела, обсуждавшего преступления американцев во Вьетнаме.
В 1986‒1987 годах в ФРГ состоялся Historikerstreit («спор историков»), в ходе которого левые во главе с социологом Юргеном Хабермасом одержали победу над историком Эрнстом Нольте, предложившим контекстуализацию нацизма и Холокоста, по его мнению, во многом обусловленных вызовом большевизма. Сторона Хабермаса считала, что Холокост является беспрецедентным, ни с чем не сравнимым явлением, а любые попытки релятивизировать немецкую ответственность за этот геноцид подлежат осуждению. Эта позиция утвердилась в историографии на длительное время. В немецкой и в целом европейской культуре памяти Холокост считается уникальным событием. С этой точки зрения, совершать геноцид или покушаться на его совершение способны лишь диктаторские режимы.
В новейший период темы колониализма и памяти о Холокосте пришли к резонансу. В 2020‒2021 годах в Германии началась активная дискуссия, вскоре получившая название Historikerstreit 2.0. В мае 2021 года австралийский исследователь геноцида Дирк Мозес своей статьёй «Катехизис немцев» открыл «второй исторический диспут», в котором основное внимание уделялось немецкой культуре памяти и взаимосвязи между Холокостом и массовыми преступлениями, совершёнными в германских колониях. Новизна, по его мнению, заключается в том, что в настоящее время сторонники несравнимости Холокоста с другими геноцидами («служители Катехизиса немцев») ведут оборонительные бои, а не карают немногочисленных «отступников», как это происходило ранее. Идеи связи нацистских геноцидальных практик с колониальным опытом оставались вытесненными на периферию мемориального пространства европейских стран. В начале 2020-х годов дискуссии вокруг этого вопроса обострились, в особенности в Германии, где предпринимаются характерные для немецкой мемориальной культуры попытки жёсткого «дисциплинирования» отвергающих консенсус.
Обострение мнемонического конфликта происходит, в частности, по причине включения в дискуссию о немецкой культуре памяти новых авторов, потомков мигрантов, получивших здесь образование здесь и, как правило, являющихся гражданами Германии. Ведущие университетские издательства выпускают большое количество литературы, в которой немецкая политика памяти, недавно служившая образцом для подражания, описывается как тщательно закамуфлированный расизм и притворство. Прежний консенсус о Холокосте как ключевом и несопоставимом преступлении XX века преодолён даже в странах ЕС.
В конце ХХ и начале ХХI века все страны Восточной Европы начали «поиски (своего) потерянного геноцида», отодвигая геноцид евреев, что могло свидетельствовать о политической подоплёке идеи уникальности Холокоста, отчасти блокировавшей стремление государств акцентировать внимание на страданиях собственных наций. В европейских странах эта прагматика срабатывала лишь ограниченное время, поскольку Холокост происходил на территории Европы и представители европейских народов в той или иной мере внесли вклад в его осуществление.

### Ответственность
Вплоть до 1980-х годов вопрос об ответственности за Холокост кого-то ещё, кроме немцев, почти не поднимался. В 1990-е и начале 2000-х годов различные нации Евросоюза, включая французов, голландцев, норвежцев, стали активно обсуждать в своих странах меру собственной ответственности за Холокост. Однако затем новые члены Евросоюза из Восточной Европы начали менять направление политики памяти ЕС в направление истории двух тоталитаризмов, акцентировании внимания на собственных «геноцидах» и страданиях. Польские авторы осудили «критический патриотизм» как «педагогику стыда», заменив его тем, что Кристина Кончал назвала «мнемоническим популизмом» — стремлением отстаивать светлый и страдальческий образ нации, привлекательный для избирателей, и подавлять попытки польских и зарубежных исследователей критически проанализировать участие поляков в Холокосте — в частности, и посредством принятия специальных мемориальных законов.

### Эксплуатация темы
Существует мнение, что тема Холокоста используется еврейскими организациями и Израилем в целях защиты от справедливой критики и вымогательства денег у Германии и других стран. В частности, Норман Финкельштейн в книге «Индустрия Холокоста» утверждает, что часть денежных сумм, которые должны получать выжившие, присваивается некоторыми организациями и используется нецелевым образом, а сама эта деятельность «умаляет моральное значение мученичества еврейского народа» и вызывает проявления очередного всплеска антисемитизма.

## Отрицание
В отличие от научных дискуссий об особенностях Холокоста, существует точка зрения, согласно которой Холокост как явление не существовал в том виде, в каком его описывает общепринятая историография. При этом в основном оспариваются следующие факты:
- массовая гибель евреев была результатом целенаправленной политики официальных властей нацистской Германии;
- для массового уничтожения евреев были созданы и использовались газовые камеры и лагеря смерти;
- число жертв среди еврейского населения на территориях, подконтрольных национал-социалистам и их союзникам, составляет примерно 6 миллионов человек.

Чтобы обосновать свои претензии, отрицатели выдвигают тезисы о массовых подделках, масштабных фальсификациях и сокрытии фактов в пользу евреев. Зачастую они утверждают, что вышеуказанная информация была сознательно сфальсифицирована сионистами для вымогательства денег у Германии и её союзников, а также для оправдания создания Государства Израиль.
Большинство профессиональных историков характеризуют отрицание Холокоста как ненаучную и пропагандистскую деятельность. Они отмечают, что отрицающие игнорируют научные методы исследований, а также часто исповедуют антисемитские и неонацистские взгляды.
Генеральная Ассамблея ООН без голосования в Резолюции № 60/7 от 21 ноября 2005 года отвергает любое полное или частичное отрицание Холокоста как исторического события. А 26 января 2007 года накануне Международного дня памяти жертв Холокоста Генеральная ассамблея ООН приняла Резолюцию № 61/255 «Отрицание Холокоста», осуждающую отрицание Холокоста как исторического факта.
В ряде стран публичное отрицание Холокоста является противозаконным.

## Память

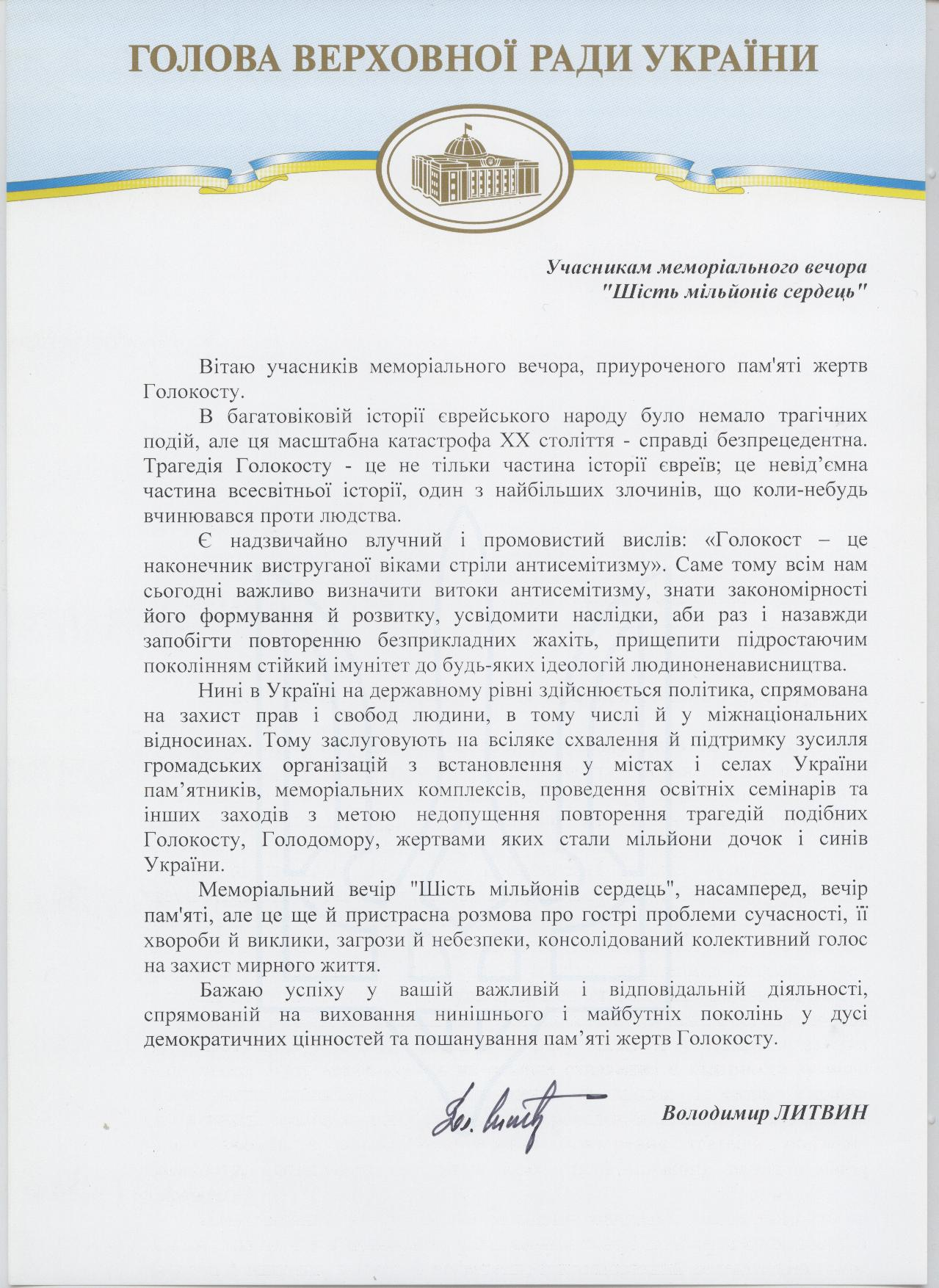
Заявление о памяти Холокоста от Владимира Литвина — главы Верховной Рады Украины

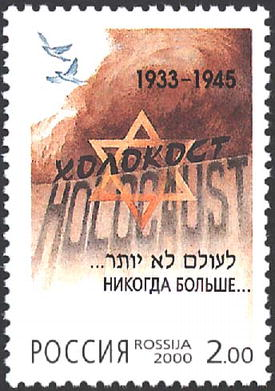
Почтовая марка России, 2000

Генеральная Ассамблея ООН провозгласила 27 января, день освобождения Освенцима, Международным днём памяти жертв Холокоста. По просьбе Генеральной Ассамблеи ООН была разработана программа просветительской деятельности «Холокост и ООН», предусматривающая «поощрение разработки государствами — членами Организации образовательных программ по теме Холокоста и мобилизацию гражданского общества в просветительских и информационных целях». Аналогичная дополняющая просветительская программа разработана ЮНЕСКО.
В день 60-й годовщины освобождения Освенцима Европарламент принял резолюцию, осуждающую Холокост: 

<…> Сотни тысяч евреев, цыган, гомосексуалов, поляков и узников других национальностей были убиты в Освенциме и мы подчеркиваем, что память об этих событиях важна не только как напоминание и осуждение преступлений нацистов, но также в качестве назидания об опасности преследования людей на основе расы, этнического происхождения, религии, политических взглядов или сексуальной ориентации.
Лидеры и представители более 40 государств, присутствовавших на памятной церемонии в Освенциме, решительно осудили Холокост, антисемитизм и ксенофобию.
Изучением Холокоста занимаются множество учёных и исследовательских центров во всём мире. Наиболее известными научными центрами, специализирующимися на этой теме, являются израильский Мемориальный комплекс истории Холокоста Яд ва-Шем и американский Мемориальный музей Холокоста. В 1998 году был создан Международный альянс в память о Холокосте, членами которого состоят 35 стран.

## В культуре

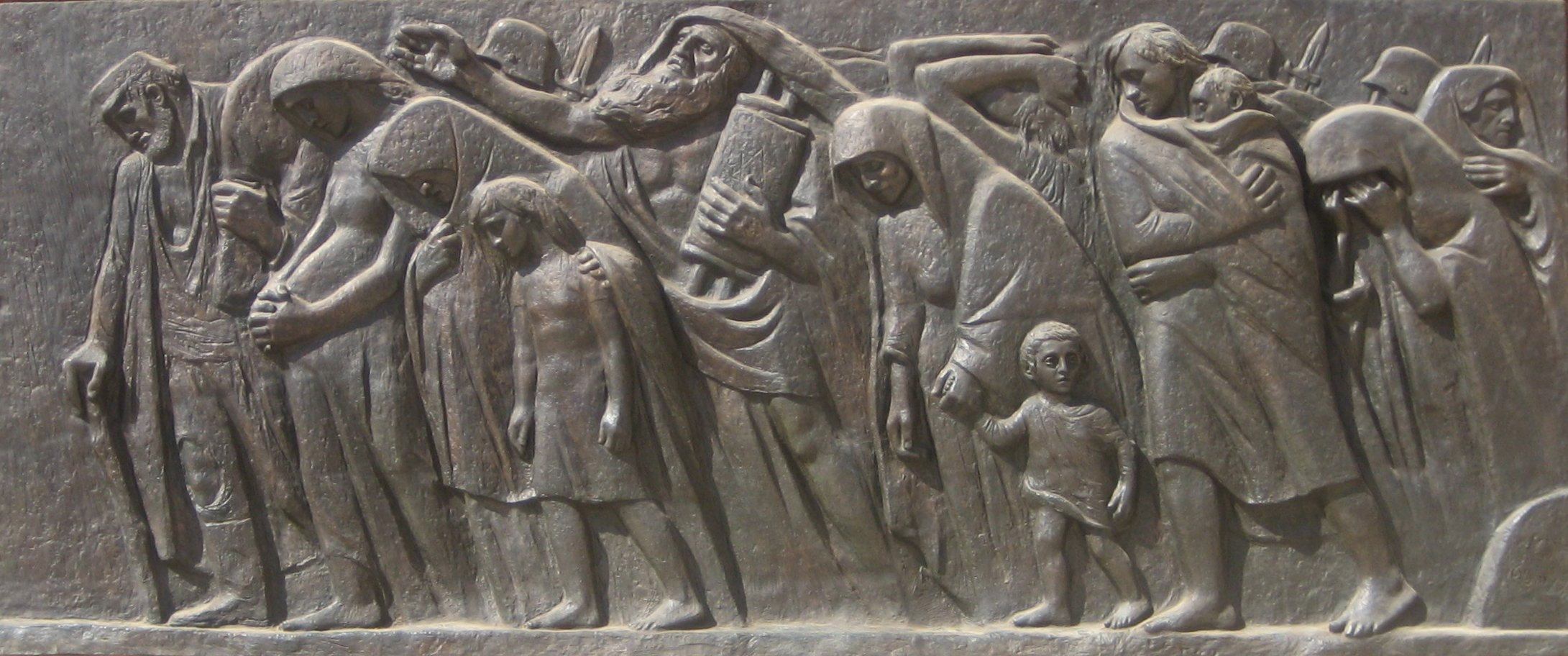
Натан Рапопорт, Последний марш, бронза. Яд ва-Шем, Иерусалим

Председатель совета директоров Института «Яд ва-Шем» Авнер Шалев отметил, что историография является достоянием небольшой части общества, а массовое сознание формируется культурой — в первую очередь литературой и кинематографом. Поэтому важным моментом в сохранении памяти о Холокосте и необходимости недопущения подобной трагедии впредь является художественное осмысление Холокоста в литературе, кинематографе, музыке, изобразительном искусстве. Наиболее эмоционально эта тема раскрыта в кино.
При этом многие деятели культуры отмечали крайнюю сложность художественного осмысления Холокоста. В частности, Теодор Адорно сказал, что «после Освенцима любое слово, в котором слышатся возвышенные ноты, лишается права на существование». Жан-Поль Сартр считал, что любое художественное отображение ужасов Холокоста будет фальшивым.
Первым упоминанием в кино о геноциде евреев стала новелла «Бесценная голова» Бориса Барнета в «Боевом киносборнике» № 10, вышедшем на экраны СССР в 1942 году. Первый советский фильм, затронувший тему Холокоста, «Непокорённые», был снят в 1945 году. В фильме показан расстрел евреев, единственная в своём роде сцена в советском кино в течение нескольких последующих десятилетий.
Первым художественным фильмом, подробно рассказавшим об Освенциме и Холокосте, стала польская кинолента «Последний этап» (1948). Среди наиболее известных лент, посвящённых этой теме, сегодня выделяются «Дневник Анны Франк», «Пианист», «Список Шиндлера», «Ночь и туман», «Выбор Софи», «Жизнь прекрасна», «Шоа», «Мальчик в полосатой пижаме».
Однако большое количество художественных произведений, документальных и аналитических публикаций не включало тему Холокоста в массовую культуру до начала 1960-х годов — до трансляции суда над Адольфом Эйхманом по телевидению, благодаря которому массовая аудитория впервые узнала о тёмном пятне в истории человечества. После этого появились новые способы выражения темы Холокоста, присущие глобальному сообществу: первый телесериал — «Холокост» (1978), первый комикс — «Маус» (1980). По другой версии, тема Холокоста привлекла внимание массового сознания в 1958 году — публикация издательством «Эйнауди» автобиографической книги Примо Леви «Человек ли это?».
В 2017 году британский историк и кинорежиссёр Лоуренс Рис издал книгу «Холокост. Новая история», работа над книгой продолжалась 25 лет. За это время он побывал во многих странах, встречался с сотнями очевидцев, свидетелей и участников тех событий — с теми, кто пострадал от рук нацистов, с теми, кто наблюдал за этим со стороны, и с теми, кто совершал эти преступления. Среди материалов, собранных для этой книги, лишь малая часть была известна ранее.

## Восприятие в Германии с позиции самоидентификации

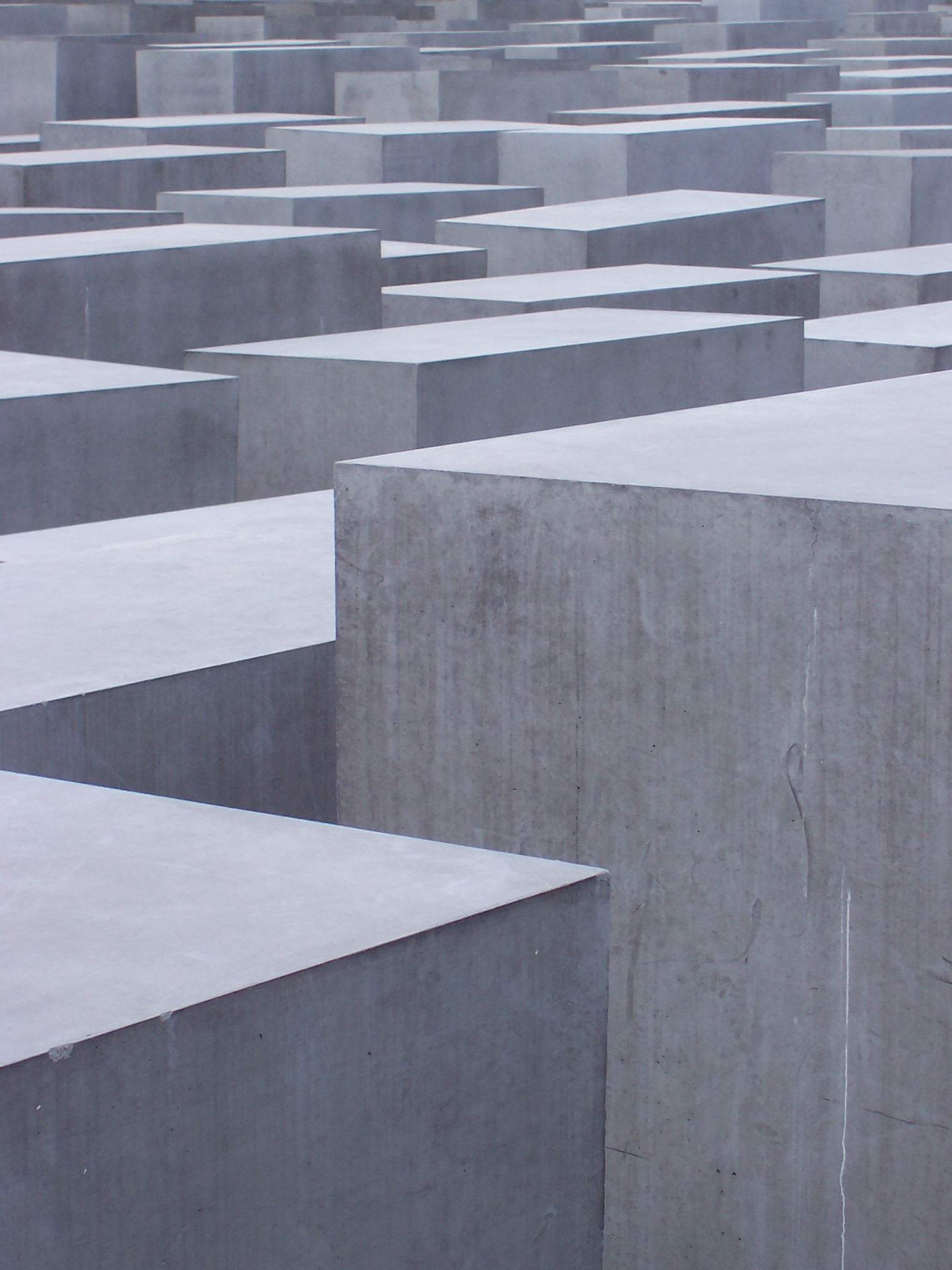
Мемориал жертвам Холокоста в Берлине, Германия

Существуют различия в оценках восприятия Холокоста разными возрастными группами немцев. Самое старшее поколение, представляющее собой «носителей живой памяти», осознавая себя немцами, «отгораживается» от нацистов, считая их группой политических бандитов. Второе поколение, относясь критически к мнению родителей, пытается поместить Холокост в исторический контекст, проанализировать нацизм как явление, сформировавшее отрицательные чувства немцев. Исходя из моральных оценок («они — преступники, мы — другие»), рождается отождествление себя с пострадавшими от нацизма. При этом «национальная историческая традиция замещается универсальными (общечеловеческими) нормами». В третьем поколении формируется новое «генеалогическое» восприятие преступников: «это наши деды, да, они были другими, но в то же время они — немцы, а значит „мы“».
По мнению историка Л. П. Репиной, «так осуществляется реконцептуализация немецкой идентичности, и шокирующий исторический опыт „возвращается“ в национальную историю».